# 関東大震災朝鮮人虐殺事件
関東大震災朝鮮人虐殺事件（かんとうだいしんさいちょうせんじんぎゃくさつじけん、朝: 관동대학살）とは、1923年（大正12年）の日本で発生した関東地震・関東大震災の混乱の中で、「朝鮮人が井戸に毒を入れた」「朝鮮人や社会主義者が暴動を起こした。放火した」などのデマを信じた官憲や自警団などが、関東各地で多数の朝鮮人を殺傷した事件の総称である。日本人や中国人が殺傷された事件や、官憲による社会主義者の殺害事件もあった（亀戸事件、甘粕事件）。殺傷事件の犠牲者数は、論者の立場により幅広い差があり、正確な人数は不明である。

## 震災時の状況と流言の拡散

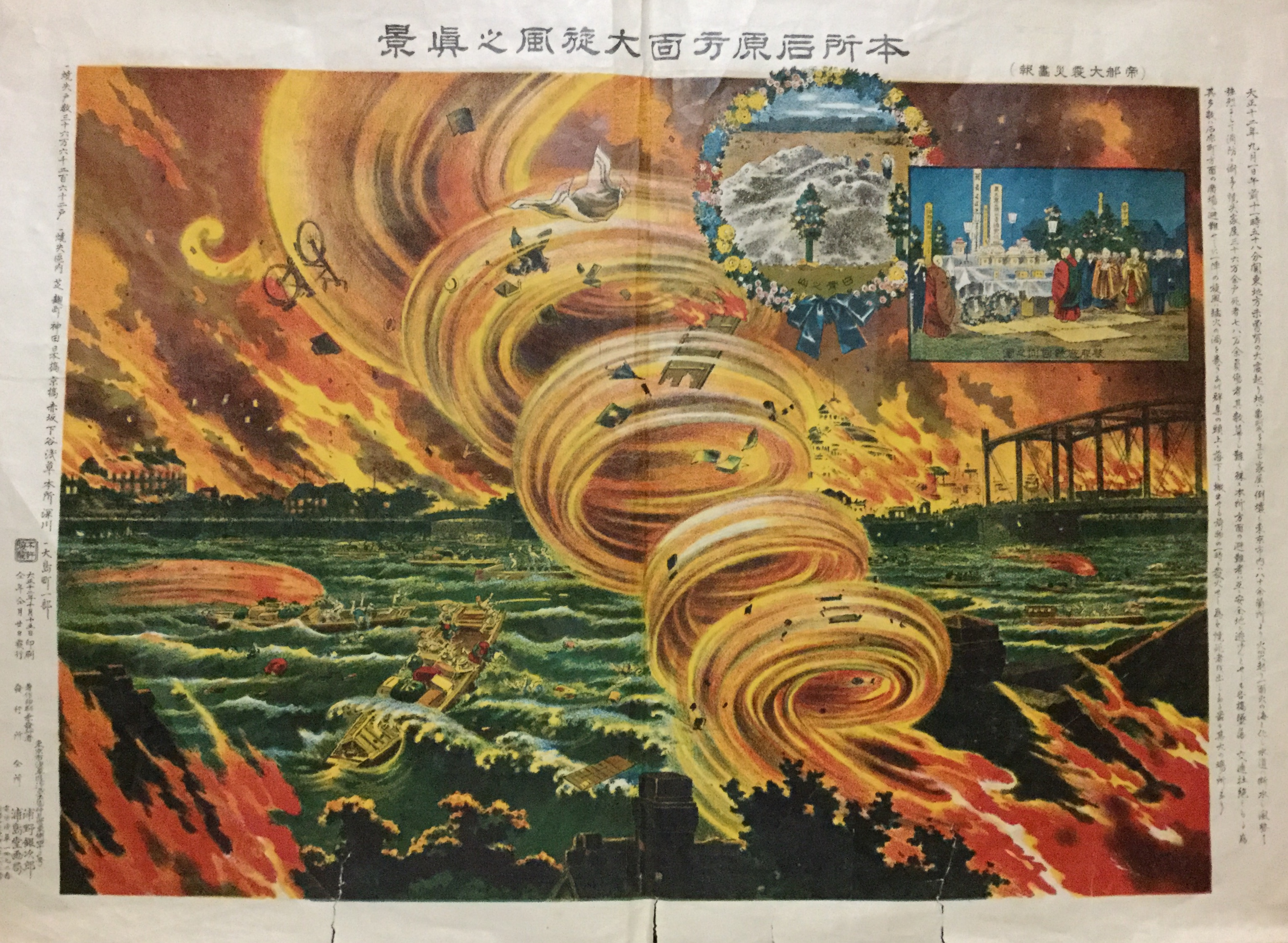
本所石原方面大旋風之真景,帝都大震災画報

震災前の1923年（大正12年）8月24日、加藤友三郎首相が病死し内閣が総辞職した。8月28日、山本権兵衛に組閣命令が出されていた。

9月1日11時58分、関東地震・関東大震災が発生。死者・行方不明者推定10万5000人に及ぶ大災害となった。
9月1日夜半、臨時首相・内田康哉の下で閣議が開かれ、2日午前9時には、非常徴発令、臨時震災救護事務局官制、戒厳に関する勅令が発せられた。

混乱の中、早くも1日から朝鮮人暴動の流言が流布し始め、2日正午までには東京・横浜全市に伝わった。

警視庁には1日午後3時以降、朝鮮人に関する誤報が届き始め、「神奈川・川崎方面より朝鮮人が来襲する」という通報により、東京市内の官憲が朝鮮人の襲撃に備えて警戒していたが、2日夜10時ころになって虚報であったと判明する。
2日夜には、警視庁から新聞社に「朝鮮人暴動」などが流言であることを伝えている。当局は、一部の「不逞な朝鮮人」による暴行等の事件は発生しているとしたうえで、新聞社により誇大な報道がなされているとし、流言報道の沈静化を図った。

### 新聞の誤報による流言の拡散

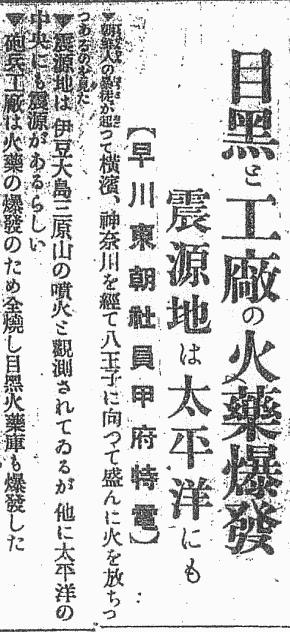
朝鮮人が暴徒となって放火していると伝える大阪朝日新聞（1923年9月3日号外）。震災後、多くの新聞社が流言の拡散に加担した。

各紙は取材で得られた体験談や目撃情報を事実の確認ができない状態で記事にし、デマを拡散させた。9月3日、内務省警保局は虚説の伝播による社会不安の増大防止のため「朝鮮人に関する記事は一切掲載せざる」ことを各紙に警告した。
震災後初期の各紙の報道（註釈を参照）。

### 官憲の誤報による流言の拡散
東京の通信は震災で壊滅し、千葉の海軍省船橋送信所が情報を国内外に発信する要となった。送信所は救援活動に大きな貢献をしたが、流言に基づく情報も発信してしまった。送信所も連絡が遮断され混乱しており、朝鮮人襲撃の流言を受け救難要請を繰り返している。

2日午後8時、横鎮長官発、海軍大臣宛て電文「本日午前十一時横浜着警備艇の情況報告の要領左の如し。一、一日午前十一時五十八分激震防波堤税関を破壊し全市の家屋倒壊し、爆破所々に起り不逞鮮人の放火と相俟て全市火の海と化し……」が発信された。
東京から騎馬で送り出される情報は取り消す術がなく、そのまま送信された。2日午後に東京から送られた内務省警保局長後藤文夫による各地方長官（現在の都道府県知事）宛の以下の電文は、3日午前8時に発信された。

### 自警団の結成

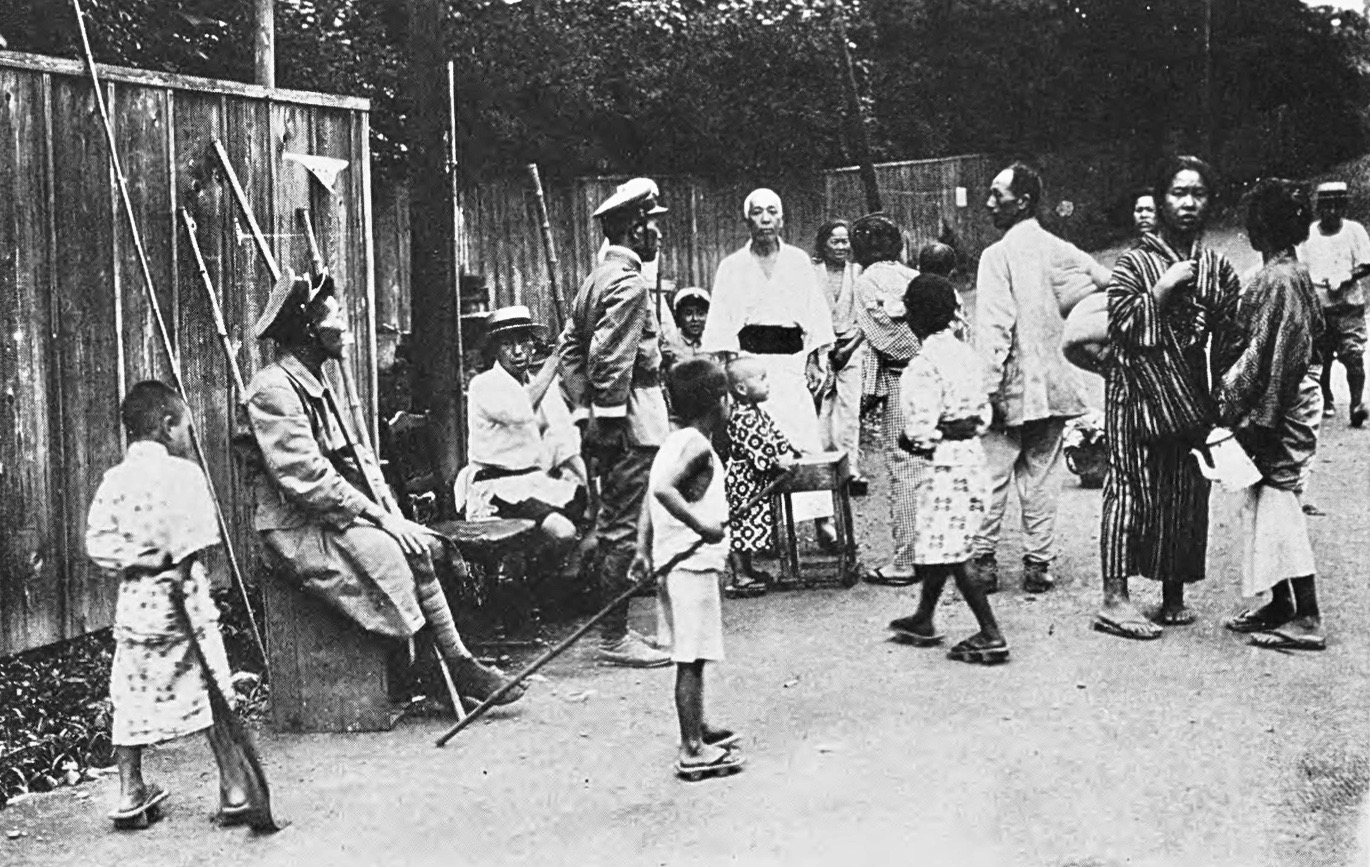
東京の麻布で結成された自警団。竹槍などで武装している。

震災直後から各地で自警団が結成され、火災防止や罹災者救護に従事した。地域の青年団や町会によるもの、警察の指導により組織されていた保安組合・安全組合を元にしたもの、あるいは自然発生的なものなど、東京府で1,593団体、関東地方全域で3,689団体が組織されたとされる。朝鮮人暴動などのデマが広まると、各自武装をして警戒に当たった。

## 事件の発生
震災直後から自警団や武装した民間人により「不逞鮮人」と疑われた朝鮮人への殺傷行為が発生している。日本人や中国人が対象となることもあった。

朝鮮人かどうかを判別するため、国歌や都々逸を歌わせたり、朝鮮語では語頭に濁音がこないことから、道行く人に「十五円五十銭」や「ガギグゲゴ」などを言わせるなどの判別法が使われ、聾唖者や方言を話す地方出身者が誤殺されるケースもあった。
「白い服装だから朝鮮人だろう」という理由で、日本海軍の将校ですら疑われることもあった。誤解が解け日本人であると判明したにもかかわらず興奮した群衆によって殺害される事件も起きている。

社会主義者や無政府主義者が殺害される事件も発生し、無政府主義者の大杉栄らが殺された甘粕事件、官憲により社会主義者10名などが殺害された亀戸事件も起きた。

## 各地の虐殺・殺傷事件
内務省調べでは朝鮮人被殺者は231名であるが、過剰防衛により起訴された日本人は367名である。

### 東京府
朝鮮人の被殺者数は司法省は39名（日本人は25名、中国人は1名）、内務省は63名、東京朝日新聞は37名。

朝日新聞によると、米国汽船に乗って清水港から東京の被災者見舞いに来た静岡市民ら80名が9月4日横浜で上陸にあたって朝鮮人暴動についての注意を受けたが、それを聞いて、船内に6名の朝鮮人がいるのを発見したとして、直ちに同米国船中において2人を殺害し4人を海に投げ込み、さらに近くにいた中国人母娘2人も海に投げ込んだとされている（少なくとも朝鮮人は全員死亡と報じられている）。乗客らは一団となって上陸したものの、途中、鶴見で自警団に誰何され、今度は彼ら見舞い人団の1人が殺害されたとされている。これは和歌山県人であった。

#### 亀戸事件
亀戸町では10名の社会主義者の殺害と、数十人の朝鮮人等の殺害があったとされる。亀戸署長自身も朝鮮人暴動の流言を真に受け、当初から朝鮮人や社会主義者らの検束に熱心で、署内は検束された者で膨れ上がり、彼らの処分を軍に依頼して引き渡していたとみられる。

当時の亀戸警察署長は河川敷に約100名の変死者、焼死者、溺死者の遺体があったと言い、メディア報道はその100名余りは「鮮人等」「日鮮人」と報じた他、「日本人は一人も埋まって居ない全部朝鮮人ばかりだ」「荒川放水路の埋葬現場には日本人の死体は一つもなく総て朝鮮人のみ」という証言を報じた新聞もある。また、亀戸署管内では多数の中国人労務者がいて、この亀戸事件とは別に、震災直後に大島町で中国人労務者の大量殺害が起こっている。署演武場では騎兵13聯隊（少尉田村春吉）により朝鮮人ないし中国人86 人が刺殺されたという主張もある。（参照：関東大震災中国人虐殺事件）

1982年に墨田区荒川放水路の木根川橋付近で発掘調査が行われたが遺骨は一切なく、その理由としては建設省の許可エリア限定であったこと、当日中に埋め戻すという条件であったこと、コンクリート敷きの土手付近は調査不能であったこと、震災当時の新聞によると震災と事件から約2か月後に警察当局が掘削を2回実施して遺骨を移送したらしいことなどが挙げられる。市民団体「ほうせんか」の西崎雅夫は、震災当時の警察の動きを証拠隠滅と指摘している。警察による遺骨の持ち運びは亀戸事件の遺族が遺骨の収集を予定していた日の前日1923年11月12日の深夜と11月14日とされ、國民新聞は2回目の状況を「全部一纏めにして十三個の棺に納め、三台のトラックで現場から運び去った」と報じている。

##### 亀戸事件2
亀戸警察署では、署長の古森繁高は、当初から流言を疑うこともなく管内の社会主義者や朝鮮人・中国人労務者の検束に熱心であった。そのため、署員数・留置施設が限られていることもあって恐慌を来たしたか、3日朝から既に若い警官や兵士らが「鮮支人は見つけ次第殺してもいいんだ」と口走っていて、ピークの4日夜には検束者は1300人を超えていたという。結局、この亀戸警察署とその管内では、第一次亀戸事件（一般に不良自警団員4人の殺害とされているが、むしろ犠牲者の一人は中国人の人夫を解雇して日本人を雇えと亀戸署の特高刑事からの要求を前々から拒否していた手配師で、署に睨まれていた人物であった。自警団が悪者とされるに連れ、すり替えられた節がある。）、署が軍人に依頼して署で行われたといわれる社会主義者約10人の殺害である第二次亀戸事件、署がやはり軍に依頼して実行させた可能性のある中国人労務者の共済会の会長であった留学生王希天の殺害、管内地区での暴徒・軍・警官らによる大掛かりな中国人労働者の大量虐殺等、多数の事件が起きている。これら社会主義者と多数の中国人ばかりでなく、朝鮮人も数十名が殺害されたと言われている。

### 神奈川県
朝鮮人の被殺者数は司法省は2名（日本人は4名、中国人は2名）、内務省は1名、東京朝日新聞は150名。
金承学は、神奈川県では1,162名の遺体が発見され、その内500名は神奈川鉄橋（現・青木橋）で発見されたと主張している。金は、この調査ではさらに所在不明者1,795名、調査終了後の報告1,052名と主張し、当時の混乱で実際より多く数えられたと神奈川県の研究チームは主張している。『横浜市史』「関東大震災と復興事業」には、神奈川鉄橋で起きたといわれている「500人虐殺」に関して「鉄道橋における500人の殺害は軍隊が配置されていた拠点であり、組織的殺害をうかがわせる」と記載されている。これに対し、後藤周の調査では500人虐殺を裏付ける証拠の発見には至らないとしており、2023年に出版された後藤周の著書『それは丘の上から始まった　1923年横浜の朝鮮人・中国人虐殺』（ころから株式会社）においての扱いはない。

東京新聞によると、2012年に神奈川県川崎市の実態調査をした元市職員らの市民グループは、横浜市のようには犠牲者が出なかったことについて「当時の川崎はまだまだ人口の少ない田舎。『朝鮮人が放火した』というデマでパニック状態になった東京や横浜と比べ、火災が極めて少なかったことも影響している」と主張している。

東京新聞によると、2023年に、市民団体「関東大震災時朝鮮人虐殺の事実を知り追悼する神奈川実行委員会」が、1923年11月21日付で神奈川県知事安河内麻吉から警保局長に宛てた「震災ニ伴フ朝鮮人並ニ支那人ニ関スル犯罪及保護状況其他調査ノ件」という報告文書を発見し、57件145人の殺害事例が記載されていた。この文書の素性については姜徳相が約10年前に古書店で発見し、2021年に亡くなるまで文書内容を裏付ける実地調査などを続けていたと主張している。尚、新資料の朝鮮人被害者145人について氏名不明のものが多く「鮮人ト認メラルル被害者中ニハ内地人ノ一部含有シ居ルモノト認メル」と日本人被害者が一部含まれると注記されている。

#### 横浜
震源に近かった神奈川県横浜市は震災により甚大な被害を被った地域である。

公的記録によると、横浜では日本人を殺害した事件が1件起訴されているのみである。栗原佳子は、横浜市は被殺者の半数を占めると言われているが、司法省の発表は「ゼロ」であったと述べている。

軍による虐殺は資料がなく、よく分からないとされている。神奈川警備隊司令官の奥平俊蔵陸軍少将は、横浜市内に飛び交う流言に騙されず、自叙伝に「不逞日本人」という言葉を用いて「騒擾の原因は不逞日本人にあるは勿論にして、彼等は自ら悪事を為し、これを朝鮮人に転嫁し事ごとに朝鮮人だという。」「重大なる恐慌の原因と成りしものは不逞日本人の所為であると認めるのである。」などと書いている。
一方で、警察・自警団による虐殺は150名とも二百数十名ともいわれ、さらに実際はもっと多いはずとの説もある。子安自警団員が「朝鮮人は一人残らず打殺せと只今警察から命令が出ました」と生麦方面まで触れ回って50余名を虐殺したという話、戸塚線鉄道工事で働いていた朝鮮人労働者が青年会、在郷軍人会、自警団らに包囲され30数名が被殺あるいは重傷を負ったという話、鶴見署管内で総持寺に二百余名が避難したが自警団の襲撃で67名殺されたという話などがあり、その他、神奈川鉄橋付近、野毛山、土方橋、保土ヶ谷、本牧、戸部、久保町、桜木町付近で多数の被殺者が出たという。

### 埼玉県
司法省記録では94人（日本人は1名）、内務省記録では97人、東京朝日新聞は166人としている。

1974年日朝協会埼玉連合会の呼びかけによる県内の調査が行われ、成果として『かくされていた歴史』が出版されている。新証言などにより193名（未確認を合わせると240名）を主張している。「新編埼玉県史」、「埼玉県行政史」、「埼玉県警察史」では『かくされていた歴史』と当時の新聞記事にもとづき、殺害された朝鮮人について、166～240人と推測している。森田武編『明治・大正・昭和の郷土史』によると県内全体で200名以上としている。

9月２日、内務相水野錬太郎は朝鮮人取り締まりを関東各県に指示、埼玉県の地方課長は内務省での打ち合わせを終えた後、同日午後５時頃内務部長に報告、それにより部長は部下に各郡役所に在郷軍人会・消防団・青年団等と協力しての朝鮮人取り締まりを指示させた。この経緯は後の同県の自警団裁判で明らかになり、大問題となった。
熊谷事件
9月4日夕方から夜にかけて、県南から群馬方面へ中山道を徒歩で移送中の朝鮮人数十人が群衆や自警団によって殺害された事件。熊谷町での46人の殺害について、加害者35人が検挙され公判に付された。
神保原事件
9月4日、本庄警察署から群馬へトラックで移送される朝鮮人が、県境で群馬側に通過と引継ぎを拒否され、警察により本庄警察署に戻る際、神保原村で暴徒に襲撃された殺傷事件。35人の殺害について加害者19人が検挙され公判に付された。
本庄事件

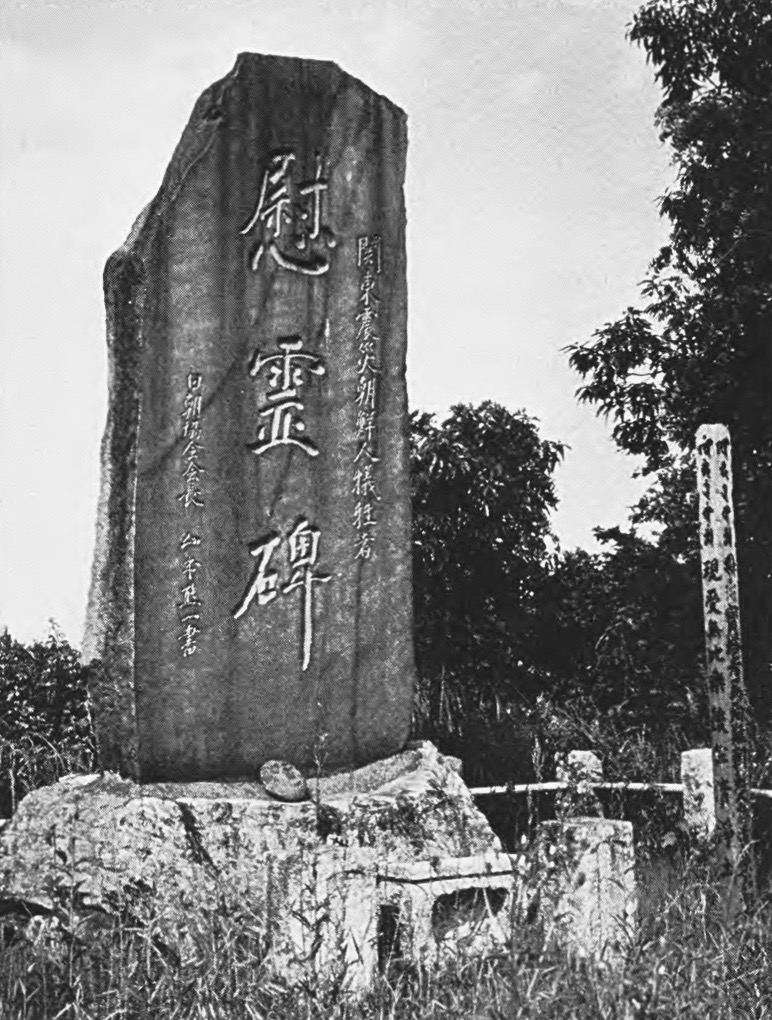
埼玉県本庄市に戦後建てられた慰霊碑（本庄事件）

 9月4日、本庄警察署で警察が収容している朝鮮人と、神保原事件により群馬への移送を中止して戻った朝鮮人を、暴徒が殺害した事件。86人の殺害について加害者32人が検挙され公判に付された。
妻沼事件
9月5日夕方、上京途中の秋田出身の日本人青年が朝鮮人と誤認された結果、殺害された事件。一旦は派出所に連行され警察の調べで疑いが晴れたが、思わず「万歳」と喜んだところ、集まっていた群衆が激高し警察の前で惨殺され、死体を利根川に投げ入れられた。この事件によって14人が検挙され公判に付された。
寄居事件
9月5日夜、寄居警察署内に保護されていた朝鮮人の飴売り具学永が、用土村の自警団の襲撃により殺害された事件。
片柳事件
9月4日午前2時頃、片柳村（現さいたま市見沼区）で朝鮮人の姜大興が、警戒中の自警団に殺害された事件。

### 千葉県
朝鮮人の被殺者数は司法省は74名（日本人は20名）、内務省は59名、東京朝日新聞は62名。『千葉県の歴史 通史編 近現代2』（2006年3月27日、千葉県史料研究財団編）によると96名超とされている。

#### 習志野他各地での事件
朝鮮人虐殺事件の諸外国への聞こえや朝鮮統治への影響を憚った政府は朝鮮人保護の政策をとり、習志野の陸軍の旧捕虜収容所に朝鮮人らを収容することとした。習志野の騎馬連隊等が移送にあたったが、そもそも彼らが震災直後の戒厳時に首都治安維持に駆り出され、朝鮮人虐殺に関わった噂の多い部隊であった。例えば、習志野の演習場の兵舎で連行された多数の朝鮮人らが機関銃で虐殺されたとの噂があった。騎兵15連隊は南行徳で朝鮮人らを連行中に殺害、正当防衛と主張した。
船橋、千葉、行徳、法典村などでは北総鉄道工事で働いていた朝鮮人労働者が自警団によって、習志野に軍隊で護送される途中に引きずり出され、あるいは飯場に居住している所を引っ張り出され合計百数十名が殺害され、湿地に投げ込まれたとされる。

##### 習志野収容所をめぐる問題
朝鮮人・中国人らは随時、保護のために習志野の収容施設に送られていたが、実際にはその移送途上だけでなく、そこでまた収容後に一部が殺害されたことが戦後あきらかになっている。習志野に収容された朝鮮人・中国人らの一部は他の収容が続く中で釈放されたものの、付近の地元自警団が引き取るようにいわれ、そこでまた地元の自警団によって多数が殺害されている。移送者・収容者を記録していた船橋警察署の渡辺巡査部長によれば一日２～3人くらい足りなくなることに気づき、収容所付近の駐在に確認したところ軍が自警団に殺させているらしいとの話を聞いている。姜徳相によれば収容者と出所者に3百人近いずれがあり、思想的に問題があるとみられたものが選び出されたのではないかとする意見、既に軍が収容所内で殺害していた記録もあるとして責任追及された場合に民間人に転嫁するためであったのではないかとする見方などがある。また、習志野収容所への移送中では、亀戸警察署から憲兵・兵・巡査らが千人ほどの朝鮮人・中国人らを護送した際に、殺気立った群衆がつきまとう中をなぜか16人だけを途中で銭湯に入れて置き去りにし、群衆が彼らを殺害してしまうという事件も起こっていて、姜徳相は軍・警察の失態を知りすぎた者を処分したのではないかと考えている。

#### 検見川事件
東京新聞の西田直晃によると、検見川事件は、沖縄・秋田・三重出身者が犠牲となったとされる。東京新聞によると、5日、避難してきたいずれも20代だった沖縄・秋田・三重出身の日本人男性3人が自警団によって朝鮮人と誤認され、駐在所に連行されたとされている。3人は身分証を提示して日本人だと主張したものの、自警団が彼らを殺害し、花見川に遺棄したとされる。

### 群馬県
朝鮮人の被殺者数は司法省は18名（日本人は4名）、内務省は18名、東京朝日新聞は17名。

群馬県では、1923年（大正12年）9月3日、佐波郡郡長から町村長宛ての通達で、「東京府下震火災に際し囚人多数脱出し、又不逞鮮人暴行有之たるやに聞き及び候処、警戒の厳重となるに随い、是等不逞の徒何時当地方へ入り込むやも測りがたく候条、この際警備隊を組織し、警戒を厳重ならしむるよう」（県行政文書）とし、この結果、県内で469の自警団が組織された。

4日には、高崎駅で朝鮮人が自警団の検問にかかり、棍棒で殴られ、入院した。同日、群馬県は、朝鮮人暴動などは事実無根であるとし、沈静化を図ったが、効果はなかった。

#### 藤岡事件
朝日新聞によると、群馬県多野郡の自警団は、9月4日同郡新町の鳶職親方の元にいた朝鮮人工夫16人をとらえ藤岡警察署に引渡し、さらにその前9月2日には同郡鬼石町の自警団が菓子行商人をとらえ引渡していたが、藤岡署では行商人に不審点なく釈放したところ、5日200余名の自警団員がその抗議に押しかけ、取締りの外出から戻って来た署長と談判、署長は逃走、自警団員は残りの署員に迫り、ついにその看視する留置場の檻を開け、16人を殺害したとされている。さらに翌日、日野村の自警団員数十名が朝鮮人工夫1名をとらえ藤岡警察署に引渡に来たが、先の行商人の釈放をめぐって抗議、投石を始め、応援に来ていた警察官を含む警察署員30名は逃走、自警団員らは署ばかりか署長官宅にまで押しかけ衣類を荒し、窓ガラスを壊し、工夫も殺害されているとされる。この際、署の会計書類も持ち去られていて、当事件にはウラがあることも疑われている。この藤岡事件では、死人の首を鋸挽きにまでしたものがあったという。

## 事件後の政府の対応
流言の拡散による殺傷事件の発生に対して第2次山本内閣は9月5日、民衆に対して朝鮮人に不穏な動きがあれば軍隊および警察が取り締まるため、民間人に自重を求める「内閣告諭第二号」（鮮人ニ対スル迫害ニ関シ告諭ノ件）を発した。
この内閣告諭第二号と同じ日に官憲は臨時震災救護事務局警備部で「鮮人問題ニ関スル協定」という極秘協定を結んだ。協定の内容は、官憲・新聞などに対しては一般の朝鮮人が平穏であると伝えること、朝鮮人による暴行・暴行未遂の事実を捜査して事実を肯定するよう努めること、国外に「赤化日本人及赤化鮮人が背後で暴動を煽動したる事実ありたることを宣伝」することである。こうした対応は政府が朝鮮人暴動についての流言を広めてしまったことを隠蔽・責任転嫁するためであると、金富子は批判している。
船橋発の電報は中国各地で傍受され、事態は外国人にも刻々知られるところとなっていた。9月16日、大阪にいた参謀河本大佐が参謀次長に秘密電報で注意するよう伝えてきたが、すでに各国に事態が知られていた。

### 治安当局の対応

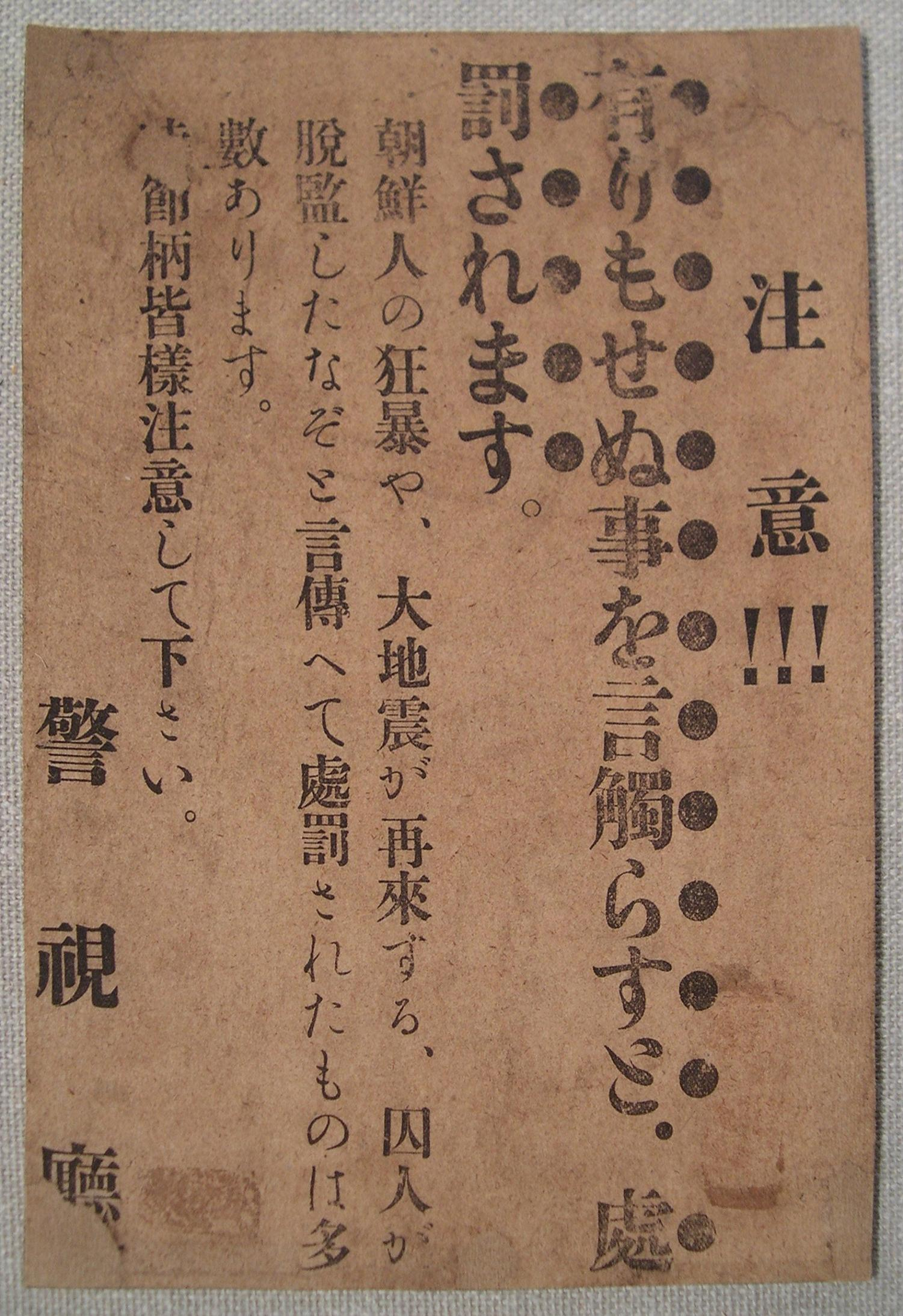
デマを流す者に対して警告する警視庁のビラ

#### 警戒・扇動
後に右翼憲法学者の上杉慎吉は、混乱の原因を、主として警察官憲の自動車ポスターや弁の立つ者の大袈裟な宣伝によるもので市民を挙げて目撃体験した疑うべからざる事実としている。後に三宅雪嶺は、当時の警視総監の赤池濃を張本人としている。また、警視庁官房主事の正力松太郎は、自身が部下に朝鮮人暴動の流言を命じ掲示板にも公表させたと語っている。朴慶植は、赤池や内相の水野錬太郎が朝鮮総督府元官僚で、三・一独立運動から受けた恐怖があったのではないかとしている。永井柳太郎も、国会の質疑において、一部政府役人における朝鮮での自身の誤った政策の反動があったのではと思うとしている。
1960年代以降、姜徳相・山田昭次をはじめとして田中正敬に至る多くの研究が現れている。それらによれば以下の通り。9月1日には既に流言が起こり、関与したのは一般住民ばかりでなく警察官も地域において朝鮮人への警戒を積極的に呼びかけていたという。2日に流言は一気に拡散した。午後5時頃、警視庁は各警察署に「不逞者に対する取締を厳にして警戒上違算なきを期せらるべし」ことを号令。オートバイや自転車に乗った巡査らが朝鮮人暴動を宣伝してまわる。同日、内務省警保局長が「朝鮮人が各地で放火しているので厳しく取り締まって欲しい」との趣旨の通牒を発令、伝令により船橋海軍無線所に運ばれ、翌3日、全国の地方長官に打電された。また、東京近県にも通牒を発し、各町村で住民を自警団として組織させ朝鮮人への警戒に当たらせるように指令した。
自警団は東京府で1,593団体、関東地方全域で3,689団体が組織された。
金富子は、虐殺は警察や軍の主導の下に行われ，自警団は主に官憲の煽動・教唆により組織され虐殺に向かったもので、その責任追及を恐れた政府側が自警団に責任を転嫁したとする。
これら官憲発の流言の理由の一つとして、警保局事務官の川村貞四郎は「一派の者が不穏計画を実行せんとする情報を得ていた」ことをあげているが、これは実際には日本共産青年同盟が9月2日の国際青年デーに小規模な活動を計画していたものに過ぎない。

##### 気骨と見識をみせた例外
このような流れに抗した者もいる。自警団から朝鮮人・中国人数百名を守った大川常吉・神奈川警察署鶴見分署長のように、暴徒との対決も辞さず制した者や、横浜の朝鮮人226名を9月23日に横須賀の不入斗練兵場陸軍砲廠で保護収容し臨時治療所を開設する等の動きがあった。麹町警察署管内では、山口警察署長が自警団に武器携帯を禁じ、軍隊に対しても犯罪の有無をみて朝鮮人を保護するように伝えた。デマが明らかとなっていない間、山口は軍からは嘲笑され自警団からは反感を買いながらも、朝鮮人二百余名を保護し、彼の管内では問題を起こさなかったという。

#### 方針の修正
当初は朝鮮人暴動を信じていた政府・警察・軍上層部も3日以降、次第に虚偽の風聞らしきことに気づき、軌道修正を図っていった。3日には「昨日来一部不逞朝鮮人の妄動ありたるも今や厳重なる警戒に依り其跡を絶ち（略）凶行を演ずる者無之に付濫りに之を迫害し暴行を加うる等無之様注意せられ度」とのビラを警視庁は配布した。4日午後4時、自警団の朝鮮人殺害をふせぐため第1師団司令部は習志野の旧捕虜収容所に朝鮮人・中国人を移送・収容することを決定し、午後10時命令。2日に首相就任したばかりの山本権兵衛は、5日に内閣告諭第二号「震災に際し国民自重に関する件」を出した。内容は、民衆が朝鮮人を迫害するようなことは日本・朝鮮の同化に反する、諸外国に報じられて好ましいことではないというものであった。

#### 親日派朝鮮人団体の奉仕活動

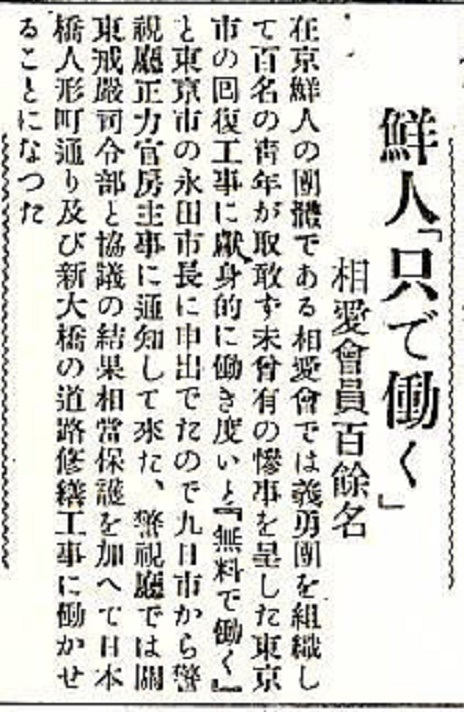
相愛会の奉仕活動を報じる東京朝日新聞大正十二年九月十日付号外

9月4日、警視総監赤池濃は、親日派朝鮮人労働者団体相愛会の会長李起東・副会長朴春琴を呼び、提案された震災後の奉仕活動への協力を快諾した。11日から相愛会は警察の協力の下、無償で瓦礫撤去の奉仕作業を行い、内鮮融和の美談として広く報道された。この奉仕活動は朝鮮人に対する一般民衆の好意を呼び、感情の改善に成果があったとしている。

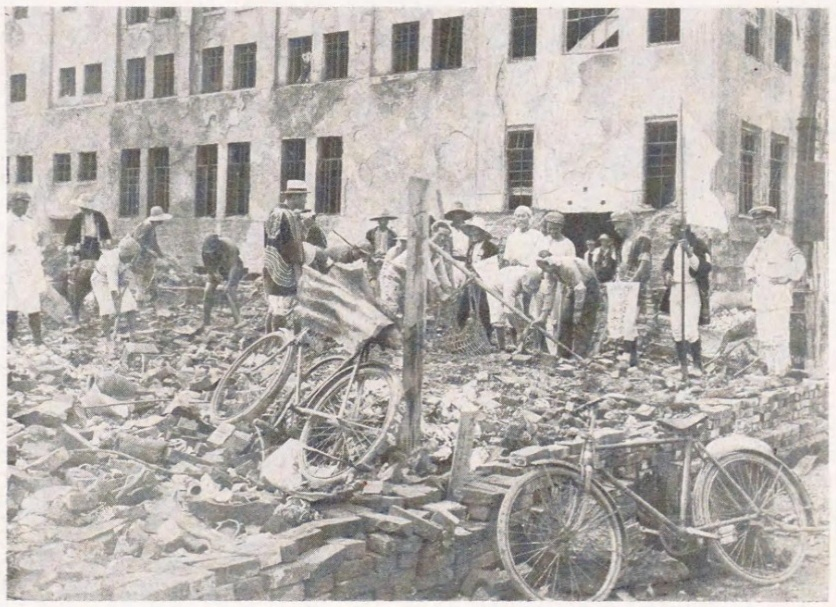
「日鮮企業株式會社相愛會主催、日本橋區內燒跡整理 九月十四日」[75]。姜徳相・琴秉洞 編『現代史資料6 関東大震災と朝鮮人』では「強制労働にかりたてられた朝鮮人」とキャプションを付されている[76]。
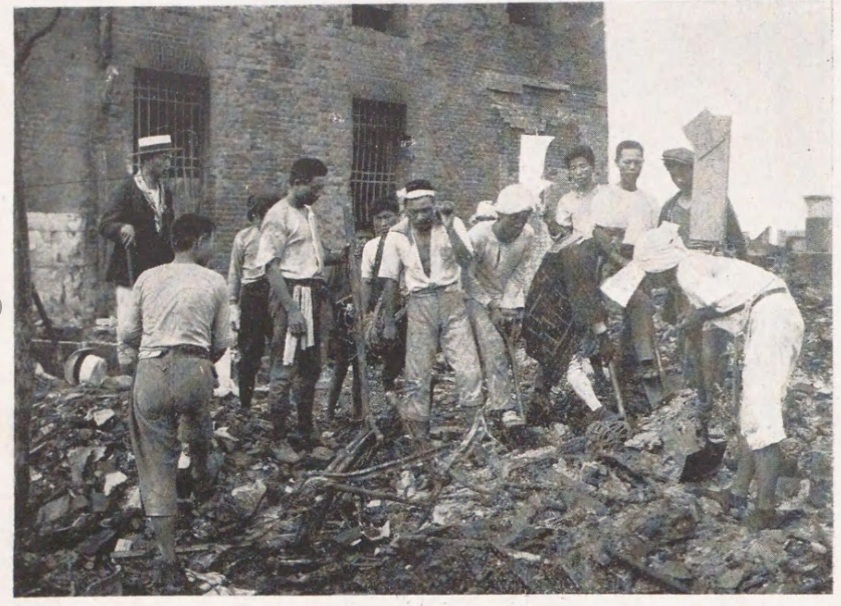
相愛会による奉仕活動。警視庁『大正大震火災誌』(1925年)「相愛會主催の燒跡整理 九月十四日」[75]。『現代史資料6 関東大震災と朝鮮人』では「強制労働の光景.」とされている[76]。

### 隠蔽・すり替え

#### 記事不掲載の配慮依頼
9月1日、2日と内務省警保局は全国新聞各社に人心に不安を与える風説の記事は避けるよう通牒を出した。とくに朝鮮人の妄動に関するものは虚伝が多く、朝鮮人に関する記事は一切掲載しないようにとの依頼もなされた。朴慶植は、むしろ治安維持や政府批判を封殺するためとみている。

#### 戒厳令下の措置
戒厳司令部は、妨げとなる集会、新聞、雑誌、広告の停止を警視総監、関係地方長官、警察官に命令。

#### 治安維持令の発布
9月7日に緊急勅令四〇三号「治安維持令」（治安維持ノ為ニスル罰則ニ関スル件）が発布された。表面上は震災後の事態に対する治安維持を目的としたが、実際にはこれに乗じ社会主義者を弾圧することを意図したもので、後の治安維持法の先駆となった。愛知県警察部の極秘資料『震災移管下ノ状況並措置ノ概要』によれば、全国的に朝鮮人や社会主義者、水平社などが監視対象となった事実が示されている。これにより、出版・通信を含めいかなる手段に対しても、治安を害する事項の流布、あるいは人心を惑わす流言を処罰できることになった。知事にも発禁権限が与えられた。流言ばかりか迫害事件の記事を新聞に書くことが出来なくなり、11月末までに安寧秩序を害したとして新聞45、雑誌6が発禁となった。

#### 朝鮮人関係の宣伝・新聞上の取り扱い
16日、警備部は、協議事項として「鮮人問題の宣伝」において、一部朝鮮人の凶行があり、市民の激高を買って検挙・殴殺された者があること、大部分は保護されたこと、本所・深川・横浜で多数死者が出たが火災による焼死者として、宣伝内容をしている。また、朝鮮対策として、現地官憲及び新聞に宣伝させることとしている。警保局は、惨死体の写真の新聞掲載を禁じ、原稿は内検閲を実施するよう新聞通信社に通告した。18日、戒厳令下の地、群馬・栃木県下の朝鮮人関係の犯罪の捜索及び検挙に関する一切の記事を差し止めた。20日、新聞検閲と取り締まり強化のため内相の権限を一時地方長官に代行させる緊急措置をとる。

#### 治安部署の方針
震災救護局警備部は、「鮮人問題に関する協定」を設け、「朝鮮人の暴行又は暴行せむとした事実を極力捜査し、風説を徹底的に取調べ、之を事実として肯定することに努むること」として、風説からのデッチ上げを事実上奨励している。

## 震災時の背景

### 韓国併合と日本の不況により朝鮮人との対立が増加

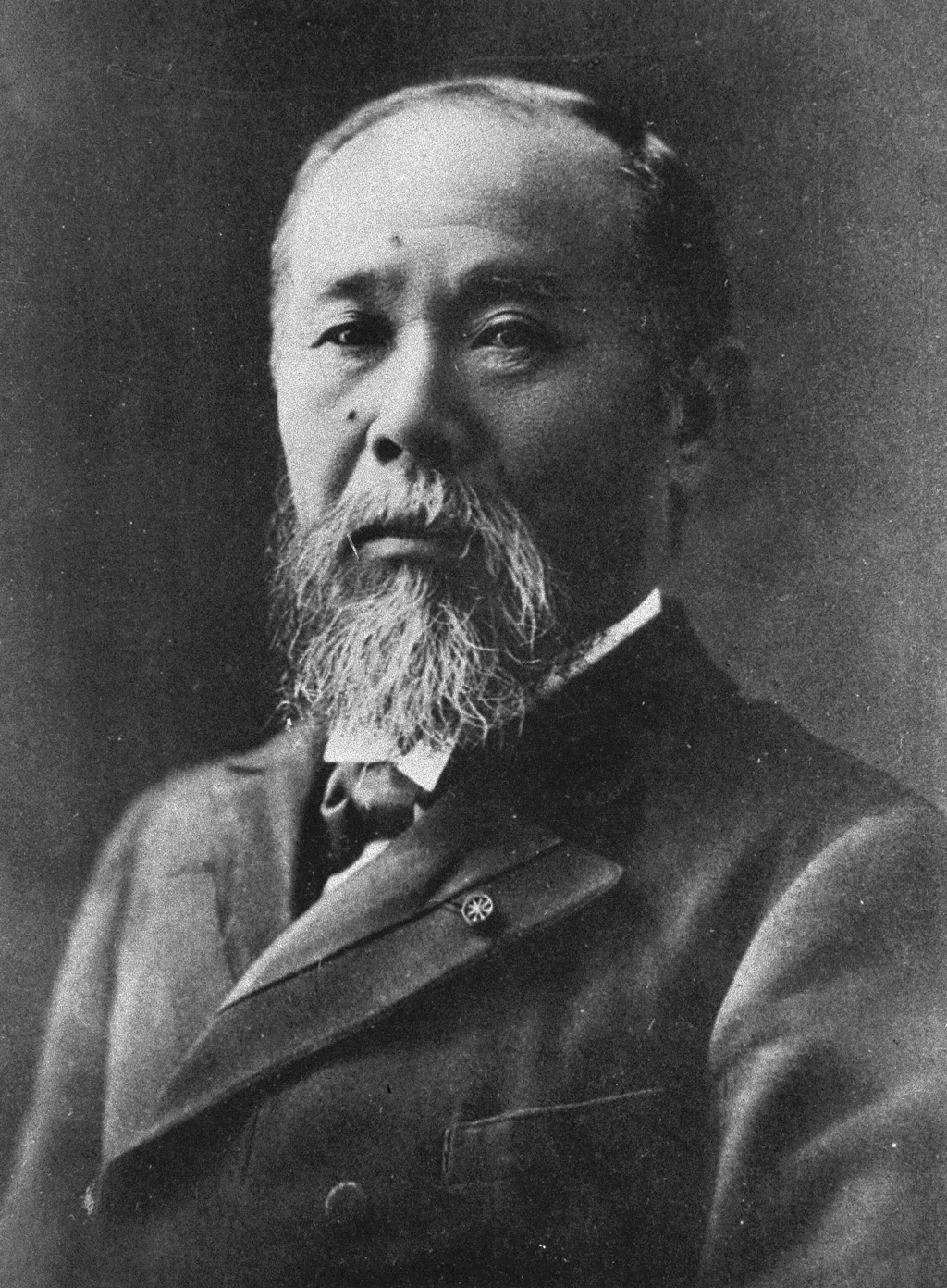
伊藤博文。初代韓国統監（1905年-1909年）。

1905年（明治38年）、乙巳保護条約（第二次日韓協約）から、日本による韓国の領有が始まった。1910年（明治43年）8月29日、日本は「韓国併合に関する条約」を締結し、朝鮮の一切の統治権が「完全且永久」に日本へ「譲与」された（第一条）。
併合後に本格化した「土地調査事業」により、朝鮮の農民は祖先伝来の土地を取り上げられ、農村での生活が困難になった多くの朝鮮人が、日本や満州に移り住むことになった。
サラエボ事件を端緒とする第一次世界大戦の終結後、アジア各地で独立運動が起きた。1919年（大正8年）に起きた三・一独立運動の影響をおそれた朝鮮総督府は、同年、「朝鮮人の旅行取締に関する件」を公布し、渡航を警察への届出許可制にした。その後、日本の食糧不足を切り抜けるため、朝鮮総督府は、1920年（大正9年）から「産米増殖計画」を実施した。この結果、日本による朝鮮での土地収奪が一層進行し、再び日本での朝鮮人人口は増加した。
1922年（大正11年）、慢性的な不況下の日本において、資本家が安価な労働力を必要としたため、朝鮮人の渡航について、届出許可制から「自由渡航制」に切り替えられた。これにより、日本へ移る朝鮮人は更に増えることとなった。ところが、日本の景気が悪化すると、就職難で苦しみ、不老無頼の徒党を徒党を形成したり、社会運動や労働運動に参加して、集団行動に出る傾向が特に著しい朝鮮人が多数発生してしまったことが政府の記録に残っている。
そのような朝鮮人が日本人と争いを頻発させるなどの問題が発生していたために1923年（大正12年）に「朝鮮人労働者募集に関する件」が発令され、1923年（大正12年）に「朝鮮人労働者募集に関する件」、1924年（大正13年）に「朝鮮人に対する旅券証明書の件」、1925年（大正14年）には釜山港において「渡航阻止制」を実施した。三・一独立運動以降、マスコミの報道も相まって朝鮮人が恐怖と不安の対象となり「不逞鮮人」という表現が一時期は流行語にもなったとされる。
当時の日本政府は、地震発生前に起きた朝鮮の三・一独立運動や台湾の大規模デモを流血鎮圧した経験から、これら統治領の独立運動を行う一部の民衆の抵抗に警戒感を抱いていた。当時の朝鮮人への無理解と民族的な差別意識も背景として考えられる。日本国内では大正デモクラシーによって労働運動・民権運動・女性運動など支配権力に対する社会主義者らの抵抗・権利拡大運動の活性化と、それに対抗する保守的勢力の急伸、首相暗殺や恐慌による政治経済への不安から社会体制が揺らいでいた。また、国外でもイギリス・アメリカとの対立、シベリア出兵の大失敗などから国際的な孤立化を深めつつあり、関東大震災はいわば内憂外患の状態に追い打ちをかけるように起こった大災害だった。
山本内閣は9月7日に治安維持令を公布した。この戒厳令が解除された11月15日までの東京・神奈川・埼玉・千葉の被災地1府3県民の市民的・政治的自由が停止した状態の中で、大震災発生直後の9月1日午後3時以降、東京や横浜などで「社会主義者及び鮮人の放火多し」「不逞鮮人暴動」といったデマが発生していったが、デマの中には警察や軍が流したものもあった。これらの報道や伝聞による噂に接し不安を煽られた各地の民衆や有志によって自警団が結成されたが、中には地域の管轄警察の主導・指導で組織された自警団もあった。これら自警団の一部によって朝鮮人・日本人・中国人らが虐殺されていった。
関東戒厳司令部に参加した井染祿朗大佐は「今回の不逞鮮人の不逞行為の裏には社会主義者やロシアの過激派が大なる関係を有するようである」と発言した。そして陸軍と警察はこの混乱を奇貨として、社会主義者や労働運動家らの抹殺を画策し、10名が軍隊に殺害された亀戸事件および無政府主義者が憲兵大尉らに殺害された甘粕事件が実行された。しかしこうした「白色テロ」に対する責任追及や批判は低調だった。当時の社会にとっては治安維持と被災者救援活動の一環であり、軍や政府や警察が威信を取り戻したとして歓迎される状況になっていた。

### 日本内地に居住していた朝鮮人の人口
警視庁官房特別高等課に設置されていた内鮮高等係によれば、震災当時に在京していた朝鮮人は、詳細に状況を知りうる者6500名、その他、5000〜6000名が認められ、合計1万人以上は全市及び接続郡部にいた。そのうち学生は1500〜1600名だったが、その多くは夏期休暇のため帰省中だった。
大正9年（1920年）第1回国勢調査「国籍民籍別人口」の「殖民地人」統計によると、男性36,043名・女性4,712名の朝鮮人（東京男性2,304名女性181名、神奈川男性725名女性57名、千葉県男性36名女性4名、埼玉県64名女性14名、愛知県男性522名女性143名、京都男性823名女性245名、大阪男性5,445名女性845名、兵庫男性3,059名女性711名、福岡男性7,161名女性672名）が日本内地にて居住していた
。
大正14年（1925年）第2回国勢調査においては国籍（民籍）ごとの統計がない。
昭和5年（1930年）第3回国勢調査「民籍国籍別人口」の「外地人」統計によると、419,009名の朝鮮人（東京38,355名、神奈川13,181名、千葉県1,728名、埼玉県1,164名、愛知35,301名、大阪96,943名、京都27,785名、兵庫26,121名、福岡34,639名）が居住していた
。
経済学者の田村紀之は、国勢調査と内務省警保局調査等を用いて当時の朝鮮人人口を推計している。田村による推計は研究者の間で「田村推計」あるいは「田村統計」と呼ばれて用いられている。田村推計は1977年に公表されたのち、幾度か改訂があり、下表は田村推計の2011年最新版による関東地方における震災前後の朝鮮人人口である。
|                            | 0東京府0 | 神奈川県 | 0埼玉県0 | 0千葉県0 | 0茨城県0 | 0栃木県0 | 0群馬県0 |
| -------------------------- | -------- | -------- | -------- | -------- | -------- | -------- | -------- |
| 1919年                     | 1,746人  | 521人    | 56人     | 17人     | 30人     | 77人     | 199人    |
| 1920年                     | 2,485人  | 782人    | 78人     | 40人     | 74人     | 97人     | 283人    |
| 1921年                     | 3,561人  | 1,029人  | 111人    | 98人     | 95人     | 120人    | 329人    |
| 1922年                     | 6,464人  | 1,766人  | 215人    | 213人    | 201人    | 133人    | 307人    |
| 1923年                     | 6,870人  | 2,921人  | 249人    | 254人    | 297人    | 157人    | 589人    |
| 1924年                     | 12,626人 | 5,354人  | 742人    | 666人    | 618人    | 280人    | 914人    |
| 1925年                     | 15,153人 | 6,738人  | 799人    | 1,300人  | 606人    | 311人    | 1,612人  |
| ※毎年10月1日を基準とする。 |          |          |          |          |          |          |          |

当時の東京府の朝鮮人人口に関して、市・区・郡別に1年毎に記録した資料は『東京府統計書』が唯一であるとされる。
|                                               | 東京府の朝鮮人人口 （東京府統計書） |
| --------------------------------------------- | ----------------------------------- |
| 1919年                                        | 01,072人                            |
| 1920年                                        | 02,120人                            |
| 1921年                                        | 03,234人                            |
| 1922年                                        | 04,631人                            |
| 1923年                                        | 全ての市・区・郡において不明        |
| 1924年                                        | 08,385人                            |
| 1925年                                        | 10,818人                            |
| ※市・区・郡を合計した東京府全体の朝鮮人人口。 |                                     |

首都圏で2番目に朝鮮人が多い神奈川県は、内務省警保局調べによると1923年末に1,860人の朝鮮人が在住していた。1925年5月21日付の『横浜貿易新報』によれば神奈川県下に約6,000人の朝鮮人が働いていた。
1923年は下表のように日本内地と朝鮮半島間で朝鮮人の流出入がある。9月4日に内地では「下関に於て朝鮮人入国を拒絶する」方針が閣議決定され、朝鮮半島では9月6日から日本内地への渡航の阻止を実施した。流言や虐殺事件に関するうわさが朝鮮半島にも伝わっていたため内地渡航をためらう者もいたと考えられるという。
| | 日本内地渡航者 | 朝鮮半島帰還者 |
| --- | -------------- | -------------- |
| 01月 | 9,427人        | 6,182人        |
| 02月 | 6,844人        | 6,398人        |
| 03月 | 25,260人       | 4,417人        |
| 04月 | 10,181人       | 5,051人        |
| 05月 | 9,425人        | 5,728人        |
| 06月 | 8,129人        | 6,038人        |
| 07月 | 10,395人       | 6,878人        |
| 08月 | 12,686人       | 8,178人        |
| 09月 | 2,410人        | 14,717人       |
| 10月 | 602人          | 13,726人       |
| 11月 | 864人          | 6,630人        |
| 12月 | 1,172人        | 5,802人        |
| ※朝鮮総督府警務局編「関東地方震災ノ朝鮮ニ及ボシタル状況」『斎藤実関係文書 書類の部 1』115-16 及び、朝鮮総督府警務局編『朝鮮の治安状況 大正13年12月』（不二出版、2008年）を出典とする。 1923年9月1日から12月31日までの間、関東地方から朝鮮半島へ帰還した朝鮮人の内訳は、 東京府6,239人、神奈川県613人、埼玉県29人、千葉県76人、茨城県56人、栃木県98人、群馬県182人となっている （高警第63号「大正12年自9月1日至12月31日帰還朝鮮人府県別調査」朝鮮総督府警務局、1924年1月12日付）。 |                |                |

## 犠牲者数と弔慰金
当時の官庁記録としては、司法庁報告書では民間で殺害し起訴された件数として朝鮮人233人、日本人58名、中国人3名。戒厳業務詳報によれば軍によって殺害された人数は少なくとも朝鮮人39人、内地人27人、軍民共同の殺害による犠牲者として朝鮮人約215名である。内務省は248名、朝鮮総督府東京出張員は見込み数として813名を挙げている。朝鮮人犠牲者には死亡原因が災害か虐殺か区別せず1人200円（日本内地人死者・行方不明者への御下賜金は1人16円）の弔慰金が832名へ支払われた。

### 内閣府防災会議報告書
2008年3月の内閣府中央防災会議の報告書は「殺傷の対象となったのは、朝鮮人が最も多かったが、中国人、内地人も少なからず被害にあった。」「殺傷事件による犠牲者の正確な数は掴めないが、震災による死者数の１～数パーセント」と推定している。
- 内閣府中央防災会議の報告書を引用とした形で、震災の死者・行方不明者約10万5千人[102]のうち、殺傷事件の犠牲者数を「1～数％」と推計しているとして「千人から数千人規模」と報じられることがある[103][104][105][106][107]。報告書の「殺傷事件の犠牲者数」を「朝鮮人の犠牲者」と誤読し「朝鮮人の犠牲者」が「千人から数千人規模」とする報道も見られる[108][注 17]。
- なお、この中央防災会議による報告は有識者が執筆したものであり、日本政府の見解を示したものではない[注 18]。

#### 内閣府防災会議報告書に添付の表（司法省報告書と戒厳業務詳報）
| 種別   | 司法省報告書掲載                                                           | 司法省報告書掲載 | 司法省報告書掲載 | 司法省報告書掲載 | 司法省報告書掲載 | 戒厳業務詳報掲載 | 戒厳業務詳報掲載 | 戒厳業務詳報掲載 | 合計  |
| ------ | -------------------------------------------------------------------------- | ---------------- | ---------------- | ---------------- | ---------------- | ---------------- | ---------------- | ---------------- | ----- |
| 種別   | 起訴事件                                                                   | 起訴事件         | 起訴事件         | 警察による       | 軍通牒の不明     | 軍隊による       | 軍隊による       | 警察・民間人共同 | 合計  |
| 被害者 | 朝鮮人                                                                     | 内地人（日本人） | 中国人           | 内地人（日本人） | 朝鮮人           | 朝鮮人           | 内地人（日本人） | 朝鮮人           | 合計  |
| 東京   | 39                                                                         | 25               | 1                | 2                |                  | 27               | 19               | 約215            | 約328 |
| 神奈川 | 2                                                                          | 4                | 2                |                  |                  |                  |                  |                  | 8     |
| 千葉   | 74                                                                         | 20               |                  |                  | 1                | 12               | 8                |                  | 115   |
| 埼玉   | 94                                                                         | 1                |                  |                  |                  |                  |                  |                  | 95    |
| 群馬   | 18                                                                         | 4                |                  |                  |                  |                  |                  |                  | 22    |
| 栃木   | 6                                                                          | 2                |                  |                  |                  |                  |                  |                  | 8     |
| 茨城   |                                                                            | 1                |                  |                  |                  |                  |                  |                  | 1     |
| 福島   |                                                                            | 1                |                  |                  |                  |                  |                  |                  | 1     |
| 合計   | 233                                                                        | 58               | 3                | 2                | 1                | 39               | 27               | 約215            | 約578 |
|        | 注：戒厳業務詳報掲載の警察民間人共同の被害者のうち約200 は中国人との説あり |                  |                  |                  |                  |                  |                  |                  |       |

### 公的機関と報道機関
| 東京   | 39                                                                               | 63  | -   | 37  | -   |
| 神奈川 | 2                                                                                | 1   | -   | 150 | -   |
| 千葉   | 74                                                                               | 59  | -   | 62  | -   |
| 埼玉   | 94                                                                               | 97  | -   | 166 | -   |
| 群馬   | 18                                                                               | 18  | -   | 17  | -   |
| 栃木   | 6                                                                                | 10  | -   | 0   | -   |
| 合計   | 233                                                                              | 248 | 300 | 432 | 519 |
|        | 注：司法省1923年11月15日付け、内務省1923年10月22日付け、各紙1923年10月20日付け。 |     |     |     |     |

- 東京朝日新聞は、日本人の被殺者数を東京市内のみで13人、重軽傷者を11人としている[111]。

#### 内務省
朝鮮人被殺者を248人としている。1923年10月22日付。

#### 司法省
朝鮮人被殺者数を233人としている。1923年11月15日付。

#### 朝鮮総督府
朝鮮総督府警務局は1923年12月、東京出張員により内査した見込み数として、朝鮮人被殺者数をおよそ813人と推計している。内訳は、東京約300人、神奈川約180人、埼玉166人、栃木約30人、群馬約40人、千葉89人、茨城5人、長野3人である。なお死因や的確な数は判明していないと記している 。

朝鮮総督官房外事課は報告書「関東地方震災時に於ける朝鮮人問題」で、災害・殺害の区別なく朝鮮人の死者行方不明者を832名としており、「自警団に殺害された者はその二三割を超過することはあるまい」と推定している
。

### 朝鮮人調査に基づく推計
震災後、朝鮮人留学生を中心に組織された「在日本関東地方罹災朝鮮同胞慰問班」による調査が行われた。その情報は吉野作造と上海の大韓民国臨時政府機関紙「独立新聞（金承学社長）」に提供されている。

#### 吉野作造による報告書

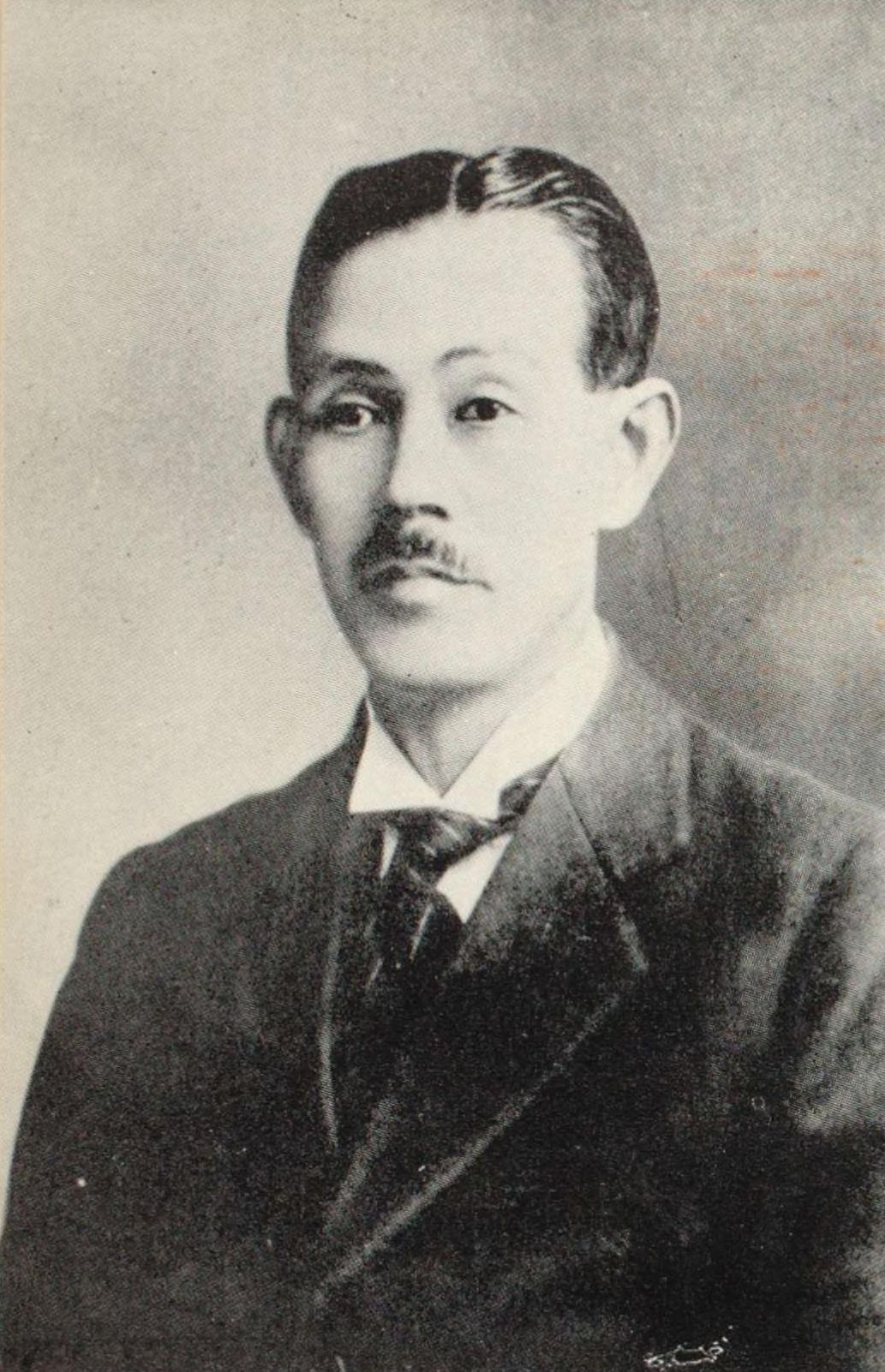
朝鮮人虐殺を独自に調査した吉野作造

吉野作造は朝鮮罹災同胞慰問班の一員から聴いた話として、朝鮮人の被殺者数を2,613名としている。

#### 独立新聞
独立新聞12月5日付
上海の大韓民国臨時政府機関紙「独立新聞（金承学社長）」12月5日付で報道された、在日留学生を中心に組織された「在日本関東地方罹災朝鮮同胞慰問班」による団報告書では、朝鮮人被殺者数は6,661名としている。

独立新聞12月26日付
「横浜だけで1万5千人...21,600人余りが殺害された。」と主張している。

### その他の推計・主張
- 百地章は、何千、何万人もの朝鮮人が「虐殺」されたなどの話が流布されている件について、明確な根拠がなく、史実とかけ離れた話であると主張している[32]。
- 韓国の聯合ニュースは、2013年11月東京韓国大使館新築移転作業中、関東大震災韓国人犠牲者290名の名簿が初めて見つかったと報じている[121]。日本震災時被殺者名簿286人を調査した結果28人の犠牲者を確認と2015年12月報じられ、第一次調査とあわせて韓国政府認定の関東大震災時虐殺犠牲者は合計40名となったとしている[122]。

### 否定論
「虐殺はなかった」、それらは官憲によるテロリストへの対処や「不逞鮮人」等に対する自警団等の正当防衛による殺害が主であるなどの理由により「虐殺に相当する行為ではない」とする主張がある
。一般社団法人「ほうせんか」の理事を務める西崎雅夫によると、虐殺否定の言説は震災当時を生きた人々が故人となるにつれて広まり始めたという。インターネットの普及により虐殺否定はさらに拡大し、震災当時の民衆が騙された新聞の流言記事を引用する者さえもいる。
- 加藤康男は、震災時の自警団の活動は基本的に正当防衛であり、「虐殺」ではないとしている[125]。また、当時の「東京府統計」の朝鮮人人口から、各地の警察署等で特別に保護されていた朝鮮人被災者をひくと、不明の人数は約2,700名であるとしており、そのうち下町の朝鮮人家屋の脆弱さから2,000名が震災やその後の火事で死亡したと推測し、「本当に生死不明だった朝鮮人は、800人前後」であろうと推測している。ただし、その800名は実際に放火や暴行、強姦を企てて自警団に殺された者や大韓民国臨時政府から送り込まれたテロリスト集団であったかもしれず真偽は不明であるとしている（1923年11月には皇太子の結婚を狙ったテロ計画があり、また、1932年上海天長節爆弾事件やのちの昭和天皇暗殺未遂事件（虹作戦）の存在からも、実際に朝鮮人のテロ活動は活発であったことがわかると述べている）[125][要ページ番号]。また、加藤は著書の中で妻である工藤美代子の父・池田恒雄から生前に聞いた話として朝鮮人暴動は実際に起こっていたと主張しているが、実際には池田の死後になってから当人がそう話していたと主張し始めたものであることを、著述家の加藤直樹から批判されている[126]。

- 工藤美代子は、国内に潜入していた朝鮮人テロリストやゲリラが実際に暴動を起こし、それに対し自警団が正当防衛をしたこと等による殺害が主であると主張、内務省発表の233名は誤殺あるいは過剰防衛による殺害者数であり、他に800名ほどがテロリストやゲリラ部隊であったことから正当防衛で殺害されたとして、「虐殺」を否定している[127][要ページ番号][128]。工藤は、東京・横浜といった京浜地区に住んでいた朝鮮人は9,800名程で、6,797名の朝鮮人が軍や警察によって習志野等に収容されている、内務省が殺害されたとするのが233名（工藤は誤殺あるいは過剰防衛によるとする）で、日本人は15％平均が地震で亡くなったとして耐震性に弱く劣悪な環境にいた朝鮮人は9,800名の内20％の1,960名くらいは倒壊や火事で死んだか行方不明になっただろうとして、その残り800名が正当防衛で殺害されたテロリストあるいはゲリラだと推計、結局、殺害された者は233+800名とする[32][129]。

## 拡散した流言
倉持和雄は、流言飛語の発生源は「横浜発生説」、「官憲発生説」、「自然発生説」の3つの説に分類することが出来るとしている。「朝鮮人虐殺事件」研究者の後藤周は膨大な資料から流言飛語の発生源を横浜南部丘陵地帯「平楽の丘」と割り出したと主張している。安田菜津紀によると、この丘には4万人が避難していたとされている。

### 暴動
9月1日に「朝鮮人が来襲する」という通報が警視庁にもたらされたが、2日以降も全く朝鮮人が来なかったために虚報であったと判明し、2日の夜には、警視庁から新聞社に、朝鮮人暴動などが流言であることを伝えている。官憲当局は、一部の「不逞な朝鮮人」による暴行等の事件は発生しているとしたうえで、内務省が発表している朝鮮人事件に関する内容が、新聞社により誇大な報道がなされているとし、流言報道の沈静化を図った。
「朝鮮人暴動」に対する警戒体制については、当初は、事実として報道されていたのではないかと推察されている。

### 井戸に毒
東京日日新聞は、「朝鮮人が井戸に毒を投じた」とする誤伝が、川崎方面から起こったと報じている。

### 日本人の囚人が悪事の限りを尽くす
一部の「不逞な朝鮮人」のみならず、日本人の囚人に関する流言も新聞で流布されている。
関西や東北の新聞に「横浜刑務所の（日本人の）囚人たちが看守の剣を奪って市民を襲い、強盗強姦など悪事の限りを尽くしている」という報道が掲載され未だに訂正されていないが、完全な虚偽報道であり、実際は逃走者は0人で横浜刑務所の囚人による悪事は発生していない。「家族の安否確認とともに、できるだけ善行を施し、明日のこの時刻までに戻ってくること」と言い渡し、横浜刑務所の柿色の受刑服を着た受刑者を一時解放したところ、人命救助をしたり、地震により激しく損壊した横浜港埠頭での危険な荷揚げ作業を率先して従事するなどの善行を施した者も多数であり、24時間から遅れた者はいたものの全員が帰還し脱走者はいなかった。

### 朝鮮半島における流言
朝鮮総督府警務局長丸山鶴吉の回顧録によると、「朝鮮人が水道に毒薬を投じたとか、あるいは密かに武装して蜂起の計画の流言が飛び、（中略）、釜山においてすら日本刀を携えて水源地を守る者さえあるに至った」ということである。朝鮮半島に在住する日本人もまた自警団を形成した。
朝鮮総督府警務局の「関東地方震災ノ朝鮮ニ及ホシタル状況」には「大正十二年九月十月震災ニ関スル不穏言動竝流言蜚語取締一覧表」という調査表が収録され、朝鮮半島における流言等の事例が以下のように記録されている。
「不穏言動」として「加諭」（口頭注意）を受けた事例が1,156件1,337名（内地人114件128名、朝鮮人1,042件1,209名）、「事案重キ」場合には法的な取締りを受けた。
「流言」として治安維持令違反となった事例が25件32名（内地人1件1名、朝鮮人24件31名）。例えば「科料30円」を科されたある朝鮮人の事例では、「東京地方大震災ノ當時ハ内地人ハ各自鉄伺等ヲ携ヘ多数集合シテ鮮人集合全部ヲ打殺スト称シ恰モ屠場ニ於ケル牛殺ノ状態ニシテ警察官マテ圧迫シ暴行ヲ加ヘタリ云々」と語ったということである。またある朝鮮人4名が検事送致となった事例は、彼らが「羅州郡金川面尹準烟外三名ハ何レモ本月三日京浜地方ヨリ帰来シタルカ仝五日栄山浦市日ニ出栄シ飲酒ノ上街路ニ於テ県下ヲ装ヒ多数人ヲ集合セシメ京浜地方ニ於ケル内地人ノ鮮人虐殺ハ誠ニ悲惨ナルモノニシテ鉄砲、鉄棒、軍刀ニテ惨殺サレタ鮮人ハ数万ニ及ヒ我等ハ漸ク其ノ危地カラ伿レ皈鮮シタルモノテアル今諸君ノ義捐金ヲ寄附シツツアルモノハ皆内地人ニ騙サレテ居ルノテアル斯クテハ遂ニ鮮人ハ内地人ニ迫害サシテ死亡セネハナラヌ云々」と語ったということである。
「流言」として警察犯処罰規則違反となった事例が82件86名（内地人3件3名、朝鮮人79件83名）。例えば市場付近で覆面巡査が取締りを行い、ある6人組は天皇崩御や皇族薨去の可能性を語り、朝鮮人1名が「拘留20日間」の刑が科せられた。またある朝鮮人1名は列車内で「乗客ニ対シ今回ノ震災ニ於テ一部鮮人カ日本社会主義者ヨリ金銭ヲ受ケテ放火シタルタメ青年団員ハ鮮人ヲ発見次第殺害セリ多摩川ニ於テ鮮人三百名ヲ整列セシメ兵士カ銃殺シタリ云々」と語り検挙され「拘留10日間」の刑が科せられた。ある朝鮮人1名は「内地人懲深ク朝鮮ヲ取チタル為天罰ヲ受ケ云々ト話シタル」として「拘留7日間」となった。
「流言」として保安法が適用となった事例が1件1名、「普天教主　車京錫」という者の予言に適用され、その予言の内容は関東大震災が「内地国カ半減説ノ出現セルモノ」であり、普天教が朝鮮総督府を「転覆シ独立スル決心」というものであった。
9月3日以降、朝鮮半島における治安当局は朝鮮人騒ぎの新聞報道を規制し、日本内地からの電報を没収したり内地からの新聞を差し押さえるなどして新聞社に情報が渡らないように手回しをした。東亞日報や朝鮮日報による震災報道は治安当局の検閲と弾圧にさらされた。

### 流言拡散に関する批判
- 大畑裕司と三上俊治は、地方紙などを含む新聞が、内容が不徹底な状態で流言報道を大々的に行ったために、流言が拡大したと述べている[11]。
- 法学博士の上杉慎吉は、同年10月、『国民新聞』で、9月2日から3日にわたり、震災地一帯に流言が伝播し、関東全体が動乱の情勢に至ったのは、警察の「大袈裟なる宣伝」によるものとし、警察が「無根の流言蜚語を流布して民心を騒がせ、震火災の惨禍を一層大ならしめたるに対して」責任を負うべきだと指摘・批判している[19]。
- 震災直後の事件に関する伝聞について、流言が政府公認の事実と認定されるとともに、朝鮮人の迫害を扇動する内容の電文が全国に発信されたという批判がある[138][139][140]。
- 大島美津子は、政府当局者による打電や言明が、暴動をあたかも事実であるかのように信じさせ、朝鮮人に対する極度の憎悪を生み出す結果となったとし、当時、半信半疑だったが、警察情報だから信じたという人が多いと述べている[2]。
- 工藤美代子は、自警団が自衛のために朝鮮人テロリスト集団を捉え死亡させた事件などについても、流言蜚語により「朝鮮人虐殺」へと変容されていると主張している[127][要ページ番号]。

## 自警団の処罰
10月以降、警察によって自警団の取り締まりが行われ、殺人・殺人未遂・傷害致死・傷害の4つの罪名で起訴された日本人は362名に及んだ。しかし「愛国心」によるものとして情状酌量され、そのほとんどが執行猶予となり、残りのものも刑が軽かった。福田村事件では実刑となった者も皇太子（のちの昭和天皇。当時は摂政）結婚で恩赦になった。自警団の解散が命じられるようになるのは11月のことである。

## 議会の動き
1923年（大正12年）12月、衆議院が開会した。同月14日の田渕豊吉（無所属）、15日の永井柳太郎（憲政会）、23日の高柳覚太郎、南鼎三などが、朝鮮人の殺害について政府を問い質した。
田渕議員は、「私は内閣諸公が最も悲しむべき所の大事件を一言半句も此点に付て述べられないは、非常なる憤慨と悲しみを有する者であります……千人以上の人が殺された大事件を不問に宜しいのであるか」と述べたが、山本権兵衛首相は答弁を保留した。翌15日、永井議員は、前日の田渕の発言を政府が黙殺したことを問題とした。また、この事件について、「全責任は、挙げて自警団に存するが如き観あることは、国民思想の向上発展の為に、本員は之を悲しまざるを得ないのであります」と述べた。
同日、貴族院では、男爵・藤村議員は、政府や軍、在郷軍人団、青年団を称賛した。貴族院では、朝鮮人の殺害は取り上げられなかった。
また、永井議員は、1923年12月の国会で朝鮮人暴動の流言について「当時の内務省の最高官から発せられましたので、其命令に接しました所の、各地に於ける地方長官は、又、其命令を管下の郡役所に伝へ、管下の郡役所は又、之を管下の町村に伝達することに努めました結果、彼の自警団の組織を見るに至った」と述べ、あわせて、朝鮮統治の責任を追及した。
山本首相から陳謝の言葉は出ず、「目下取調進行中」との答弁で打ち切りを図った。ただ、内相・後藤新平からは、「不幸にして犯罪人でなき者の害を被った者が絶対に無いと云ふことは勿論言ふ能はざることであります」と、殺害の事実を認める発言があった。

## 当時についての証言など
- フランス文学者の田辺貞之助は、大島町の埋立地で朝鮮人と思われる250人ほどのほとんど裸の死体が並べられているのを見ている。その中には、喉を切られているものあり、後ろから首を切られているものありで、一つは完全に頭が落ちていて無理にねじ切ったようだったという。女性の死体は一つだけだったが、若い妊婦で腹を裂かれ、六、七か月の胎児がむき出しで、妊婦の陰部には竹槍が刺されていたという。[47]
- のちに国策パルプの社長となる南喜一は、労働運動活動家であった実弟の吉村光治を亀戸事件で殺されている。真偽を確認しに亀戸署に行ったところ、日本刀を下げた巡査部長に薄暗い留置場に案内され、そこで多数の死体を目撃、南自身も斬り殺されそうになったので、必死に逃げたとの回想記を、戦後に雑誌に寄せている。[148]
- 黒澤明の自伝『蝦蟇の油——自伝のようなもの——』の中では、当時13歳だった黒澤の関東大震災時の体験が語られている[149][150]。その中に、黒澤の父親が長い髭を生やしているという理由で朝鮮人に間違われ暴徒に囲まれた話や、黒澤が井戸の外の塀に書いたラクガキを町の人々が「朝鮮人が井戸へ毒を入れた目印」だと誤解し騒ぎになるというエピソードがある[149][151]。
- 作家の芥川龍之介はこの自警団に参加し活動をしていたことが分かっているが、「或自警団員の言葉」（『文藝春秋』1923年10月号「侏儒の言葉」より）において、自警団の異常な殺戮行為に対して「自然は唯冷然と我我の苦痛を眺めている。我我は互に憐れまなければならぬ。況や殺戮を喜ぶなどは――尤も相手を絞め殺すことは議論に勝つよりも手軽である」と批判をしている。また、芥川の「大震雑記」[152]（『中央公論』1923年10月号）の五の章では、朝鮮人への虚偽の噂を信じる民衆を「善良なる市民」と揶揄する等、震災後の一連の殺害事件に対して批判的視点を持っていた事がわかっている[153]。
- 菊池寛は芥川龍之介を𠮟りつけた。芥川が、かの大火の原因やボリシェヴィキの手先という朝鮮人に関する流言飛語を話題にしたからである。芥川龍之介「大震雑記」に次のような記述がある。「僕は大火の原因は○○○○○○○○さうだと云つた。すると菊池は眉を挙げながら、『嘘だよ、君』と一喝した。…しかし次手にもう一度、何でも○○○○はボルシェヴィツキの手先ださうだと云つた。菊池は今度も眉を挙げると、『嘘さ、君、そんなことは』と叱りつけた。」（言論統制による伏字部分[注 30]は朝鮮人を表わす用語）[153]
- 流言に皮肉をぶつけていた芥川龍之介や流言の嘘を見抜いていた菊池寛とは異なり、鎌倉で罹災した久米正雄は流言を真に受けて夜も眠れず「鎌倉震災日記」に流言を聞いた夜は「一挺の鉈をたよりに」警戒したと書いている[155]。
- 「昨夜上野公園で露宿していたら巡査が来て○○人の放火者が徘徊するから注意しろと云ったそうだ。井戸に毒を入れるとか、爆弾を投げるとかさまざまな浮説が聞こえて来る。」（寺田寅彦『震災日記』「九月二日」）[156]
- 「爆裂弾を投げつけたとか井戸に毒を入れて回っているとかいう“不逞鮮人”の噂は、もう9月2日には私も聞かされていたのではないかと思う。」（木下順二『本郷』）[156]
- 「こやつが爆弾を投げたり、毒薬を井戸に投じたりするのだなと思うと、私もつい怒気があふれて来た。（略）私も握り太のステッキで一ッ喰（くら）はしてやろうと思って駆け寄っていった」（染川藍泉、俳人・十五銀行本店庶務課長）[157]
- 竹久夢二は都新聞に連載していた挿絵付きルポルタージュ「東京災難画信」の9月19日掲載分で「子供達よ。棒切を持って自警団ごっこをするのは、もう止めましょう」と呼び掛けている[158]。
- 徳富蘇峰は震災1ケ月後、國民新聞のコラムで「今次の震災火災に際して、それと匹す可き一災は、流言飛語災であつた」と断言した。
- 志賀直哉は日記「震災見舞」に次のように綴った。「丁度自分の前で、自転車で来た若者と刺子を着た若者とが落ち合ひ、二人は友達らしく立話を始めた。…『―鮮人が裏へ廻つたてんで、直ぐ日本刀を持つて追ひかけると、それが鮮人でねえんだ』…『然しかう云ふ時でもなけりやあ、人間は殺せねえと思つたから、到頭やつちやつたよ』二人は笑つてゐる。」[159]、さらに続けて志賀は自身の心境を「ひどい奴だとは思つたが、不断左う思ふよりは自分も気楽な気持でゐた。」と綴っている。
- 田山花袋は『東京震災記』において朝鮮人狩りに批判的アプローチをするが、その一方で『中央公論』編集者木佐木勝の日記には田山の武勇伝として「鮮人が毒物を井戸に投げ込むという噂を聞き、花袋老大いに憤慨、ある晩鮮人が自警団の者に追われ、花袋老の家の庭に逃げ込み、縁の下に隠れたので、引きずり出してなぐってやったと花袋老武勇伝を一席語る。」と書かれている[160]。
- 逃げ隠れをしても発見されて殺害に至った事例が、釣り師の鈴木鱸生（鈴木雷三、1898年-1983年）の証言によると、「逃れた朝鮮人が子どもを連れて青田の中に潜んでいると、町内会の者達がそれを引き出して殺してしまったりと、随分残酷なことをした。」（鈴木鱸生著、竹之内響介編『向島墨堤夜話: ヨミガエル明治大正ノ下町』）
- 伊藤圀夫は自分も加害者に成り得たという思いから後に芸名を「千田是也」（「千駄ヶ谷のKorean」の意味）と名乗った[161]。当時早稲田大学に在学していた伊藤（千田）は自警団に絡まれ暴行された出来事を次のように証言した。「内苑と外苑をつないだ道路の方から、提灯が並んでこっちにやって来るのが見えた。あっ、“不逞鮮人”だと思い、その方向へ走っていった。不意に私は、腰のあたりを一発殴られてしまった。（中略）そのうち、例の提灯にも取りまかれ、『畜生、白状しろ!』とこづきまわされる。」「私はしきりに、日本人であることを訴え、早稲田の学生証を見せたが信じてくれない。興奮した彼らは、薪割りや木剣を振りかざし『あいうえおを言え!』『教育勅語を言え!』と矢継ぎ早に要求してくる。（中略）もうダメだと覚悟したとき、『なあんだ、伊藤さんのお坊っちゃまじゃないですか』という声がした。（中略）その一声で私は救われた。」（西崎雅夫編『証言集　関東大震災の直後　朝鮮人と日本人』）[161]
- 沖縄出身の歴史学者・比嘉春潮は、当時、淀橋（現・新宿区）に住んでいた[162]。震災後、数日経った夜、自警団が自宅を訪問し、「朝鮮人だろう」「ちがう」「ことばが少しちがうぞ」「僕は沖縄の者だから君たちの東京弁とはちがうはずじゃないか」と押し問答になった[163][164]。身の危険を感じ、淀橋署に奄美大島出身の巡査がいたことから、警察で白黒つけようと持ちかける[165]。しかし、連れて行かれたのは近所の交番で、ここでも同じやりとりを繰り返しているうちに、日本刀を持った自警団の一人が「ええ、面倒くさい。やっちまえ」と怒鳴った[166][164]。それでも何とか淀橋署に行くことになり、無事で済んだ[167][164]。また、行方が分からなくなっていた甥の春汀は、「朝鮮人だ」と叫ぶ自警団にこん棒で殴られ、頭に包帯を巻き、血糊をこびりつかせた状態で飯田橋署に留置されていた[168][164]。
- 「後ですべてデマだとわかりましたが、そのどさくさでは確認のしようもなくて朝鮮人狩りが始まっていったのです。朝鮮人をひとり捕まえたと言って、音楽学校のそばにあった交番のあたりで男たちは手に手に棒切れを掴んでその朝鮮の男を叩き殺したのです。私はわけがわからないうえに恐怖で震えながらそれを見ていました。」（清川虹子、女優）[169]
- 「町で実際に朝鮮人が殺されているところを目撃したこともあった。歩きながら殺されていた。いきなり後ろから頭を割られ、それでも歩き続け、ついに倒れるとお腹や背中を金属の棒で突いているのである。こちらに力がないから止めることができず、もし止めていたら殺されていただろう。」（早川徳次、シャープ創業者）[169]
- 「旦那、朝鮮人はどうですぃ。俺ァ今日までに六人やりました。」「そいつは凄いな。」「何てっても身が護れねえ、天下晴れての人殺しだから、豪気なものでサァ。」（『横浜市震災誌』）[170]
- 墨田区の御蔵橋では、「五、六人の朝鮮人が後手に針金にて縛られて、（中略）通り掛りの者どもが我も我もと押し寄せ来たりて、『親の敵、子供の敵』等と言いて、持ちいる金棒にて所かまわず打ち下すので、頭、手、足砕け、四方に鮮血し、何時しか死して行く。」（西崎雅夫『関東大震災朝鮮人虐殺の記録: 東京地区別1100の証言』）[171]
- 被服廠跡（現・横網公園）では、「わずかの空き地で血だらけの朝鮮人の人を四人、十人ぐらいの人が針金で縛って連れてきて引き倒しました。で、焼けボックイ（棒杭）で押さえつけて、一升瓶の石油、僕は水と思ったけれど、ぶっかけたと思うと火をつけて、そうしたら本当にもう苦しがって。のたうつのを焼けボックイで押さえつけ、口々に『こいつらがこんなに俺たちの兄弟や親子を殺したのだ』と、目が血走っているのです。」（西崎雅夫『関東大震災朝鮮人虐殺の記録: 東京地区別1100の証言』）[171]
- 1980年代に荒川河川敷に朝鮮人虐殺被害者の遺骨を探し、10年にわたる調査で延べ150人の証言を聞書きした市民グループ「ほうせんか」編の『風よ鳳仙花の歌をはこべ』（1992年、教育史料出版会）には、軍隊による殺害行為として「四ツ木橋の下手の墨田区側の河原では、10人くらいずつ朝鮮人をしばって並べ、軍隊が機関銃でうち殺したんです。まだ死んでいない人間を、トロッコの線路の上に並べて石油をかけて焼いたですね。そして、橋の下手のところに三カ所ぐらい大きな穴を掘って埋め、上から土をかけていた」[157]、「…女も2〜3人いた。女は…ひどい。話にならない。真っ裸にしてね。いたずらをしていた」と記述されている[172]。
- ある一兵士の日記には次のようなことが書かれている。「9月3日 雨。午前1時頃、呼集にて、また東京に不逞鮮人がこの機に際し非常なる悪い行動をしつつあるので（井戸に毒薬投入、火災の先だって爆弾投下、強姦等やるので）、それを制動せしめるため、38騎銃携行、拳銃等も実弾携行し、乗馬でゆくもの徒歩でゆくもの、東京府下大島に行く。小松川方面より地方人も戦々兢々とて、眠りもとれず、各々の日本刀、竹やり等を以って、鮮人殺さんと血眼になって騒いでいる。軍隊が到着するや在郷軍人等非常なものだ。鮮人と見るやものも云わず、大道であろうが何処であろうが斬殺してしまうた。そして川に投げ込んでしまう。余等見たのばかりで、20人一かたまり、4人、8人、皆地方人に斬殺されてしまっていた。」[173]
- 「四、五百坪の空地に、裸体に等しい約二百五十体の死骸が遺棄されていた」「目をそむけないではいられない無残なものばかりだった。（略）なんという残酷さ、あのときほど、ぼくは日本人であることを恥ずかしく思ったことはなかった」（田辺貞之助、フランス文学者）[157]
- 「とにかく鮮人に対して、あの時日本人の行ったことは、これは何とも弁解のしようのない野蛮至極のものであった。ああ云う場合、この国の人間には、野蛮人の血が流れているのではないかという気がする。」（広津和郎、小説家）[174]
- 「そうしてグルリと朝鮮人をとり囲むと何ひとついいわけを聞くまでもなく問答無用とばかりに手に手に握った竹やりやサーベルで朝鮮人のからだをこづきまわす。 それもひと思いにバッサリというのでなく、皆それぞれおっかなびっくりやるのでよけいに残酷だ。頭をこづくもの、服に竹やりを突きたてるもの、耳をそぎ落すもの………二百以上の木のすべての幹に血まみれの死体をつるす。………」（田畑潔の証言「真っ赤な川」）[175]
- 野上弥生子は日記に「鮮人を殺した血でおみくら橋の下の水が赤くなって、足さえ洗われなかったという話」を書いている[160]。
- 西崎雅夫が民衆から集めた証言によると「首・手首を切り落とす」「電柱に縛り付ける」「投石で虐殺」「火あぶり」などが行われている[172]。
- 西崎雅夫『八広に追悼碑ができるまで―東京の朝鮮人虐殺の実態―』によると、「神田で妊婦を刺したら『アボジ（お父さんの意味）』と叫んだ、と聞いた」（神田、羅祥允の証言）、「腹を割かれた妊婦の死体と、陰部へ竹の棒を刺された女性の死体があった」（大島、高梨輝憲の証言）、「知り合いの奥さんが雑木林で凌辱され虐殺された」（古川、後藤順一郎の証言）[172]
- 流言に惑わされた自警団は「朝鮮人が変装している」として警察官や軍人をも襲撃したことが吉村昭『関東大震災』（1973年、文藝春秋）に記録されている[157]。
- 江口渙は騎兵第13連隊の越中谷利一から直接聞いた話として、二子玉川近くの中州で三四百人の朝鮮人が騎兵第13連隊に夜襲を掛けられ包囲殲滅されたが、その際ピストルや日本刀で抵抗するものもいた。五六百人の朝鮮人が習志野捕虜収容所に連行され塹壕を掘らされ機関銃で一斉に射殺され埋められた。埼玉県妻沼の利根川河原で三百人の朝鮮人が地元住民に惨殺された。などの話を紹介している(関東大震災亀戸事件四十周年犠牲者追悼実行委員会 編『関東大震災と亀戸事件』1963年)[176]。実際の妻沼事件の犠牲者は日本人1名[48]であるなど、いずれも現実にあった事件としては確認できないが、朴慶植の『天皇制国家と在日朝鮮人』でも引用されている[177]。
- 島崎藤村は東京朝日新聞連載の震災小説（震災記とも呼ばれる）『子に送る手紙』（表題は『飯倉だより』）において、報道規制解除後の10月22日に掲載された最終回にて曰く「怪しい敵の徘徊するものとあやしまられて、六本木の先あたりで刺された人のことを後になって聞けば、まがいもない同胞の青年であったというような時であった。某青年は声の低いためと、呼び留められても答えのはっきりしなかったためと、宵闇の町を急ぎ足に奔り過ぎようとしたためとで怪しまれ、血眼になって町々を警戒して居た人達に追跡せられて、そんな無残な最後を遂げたという。」[160]
- 「彼らを奥の離れの部屋にかくまって、手当てをしてやってくれ。誰にも話してはならぬ」（荒川放水路工事責任者青山士、朝鮮人労働者5人を自宅に連れて帰り妻に要請する）[178]
- 「騒擾の原因は不逞日本人にあるは勿論にして、彼等は自ら悪事を為し、これを朝鮮人に転嫁し事ごとに朝鮮人だという」（神奈川警備隊司令官奥平俊蔵陸軍少将、自叙伝）[46]
- 「よし、君等が我輩の言ふ條理を解し得ないなら、今は是非もない、鮮人に手を下すなら下して見よ、憚りながら大川常吉が引き受ける、此の大川から先きに片付けた上にしろ、われわれ署員の腕の續く限りは、一人だつて君達の手に渡さないぞ」（神奈川警察署鶴見分署長大川常吉、千の群衆に対峙して）[179]

### 新聞
- 1923年（大正12年）9月8日、秋田魁新報は、時評欄で「内地人のみ聖人君子であり鮮人は盗妬の末孫であるとし、その罪を一身に背負うはすこぶる迷惑千万なことと思われる。殊に彼らの中に不逞の企てをなせる者ありという理由のもとに鮮人とさえ見れば警察は鵜の目鷹の目で警戒して尚足らず一種の私刑を加ふるものすらあるは、朝鮮将来の統治上及政策上重大なる累を及ぼすものではなくして何であろうか」と指摘した[180]。
- 1923年（大正12年）10月6日、時事新報の自警団裁判に関する記事によると、被告自警団は「無警察状態に乗じて最も残酷な殺人、又は掠奪婦女子に暴行を加へた」ということである[181]。
- 1924年（大正13年）2月10日やまと新聞（東京スポーツの前身）は「虐殺鮮人数百名の白骨、子安海岸に漂着　昨日の暴風に打揚げられて　当局面倒がつて責任のなすりあひ」という記事の見出しを付け、震災時に殺害されて海へ捨てられた朝鮮人の遺体が半年後に横浜の子安海岸へ漂着したのであると報じた[182]。

### 発禁された小学生の作文集
東京高等師範学校附属小学校初等教育研究会は全校生徒の震災作文から100名の作品を選抜して作文集を編集し、『子供の震災記』として目黒書店からの発行が待たれた。作文集『子供の震災記』（特500-641）は震災の翌年1924年5月15日に印刷され、検閲により発行日5月20日の前日に発禁処分となった。その後改変された『子供の震災記』（526-64）に検印が押され、印刷日は7月5日、発行日は7月10日とされている。国家による検閲に対し、作文集の書き換えを行ったのは自主規制が迫られた小学校の教師たちとみられる。

### 1973年の聞き取り調査
震災から50年の1973年に各地の日朝協会が聞き取り調査を行った。日朝協会豊島支部は証言・資料集『民族の棘　関東大震災と朝鮮人虐殺の記録』（1973年9月）を出版し、その聞き取り調査は1973年4月から6月頃にかけて一般市民を対象に47件実施された。聞き取り調査に取り組んだ事務員の小松みゆきは歴史教育者協議会機関誌『歴史地理教育』第215号（1973年9月）に論文「関東大震災と朝鮮人虐殺--その記録づくりのなかで」（日朝協会豊島支部）を寄稿している。小松によると人々は「あまり語りたがらず、単なる見聞者であったような態度が往々にしてみられる」「古傷に触れて欲しくないというところ」のようであったという。そして小松は「聴きとりに応じてくれた方々のほとんどは、当時は井戸に毒を投げたという流言蜚語があり、恐怖から惑乱していたとしても、今日にいたるまで震災時における朝鮮人の大量虐殺に対しては、悔悟の念をもっていなかったということです。（中略）そこにはかつての日本民族が抑圧民族、帝国主義的民族として朝鮮人をはじめ中国などの東南アジア諸民族への狂暴な植民地的抑圧のうえに、それをふみ台として生活をいとなんでいたということの後暗さなどきくことはできませんでした」と総括した。日朝協会埼玉県連合会会長の関原正裕は著書『関東大震災　朝鮮人虐殺の真相 地域から読み解く』（2023年7月、新日本出版社）においてこの調査における加害責任の自覚問題に言及する。

## 「不逞な朝鮮人」の犯罪について

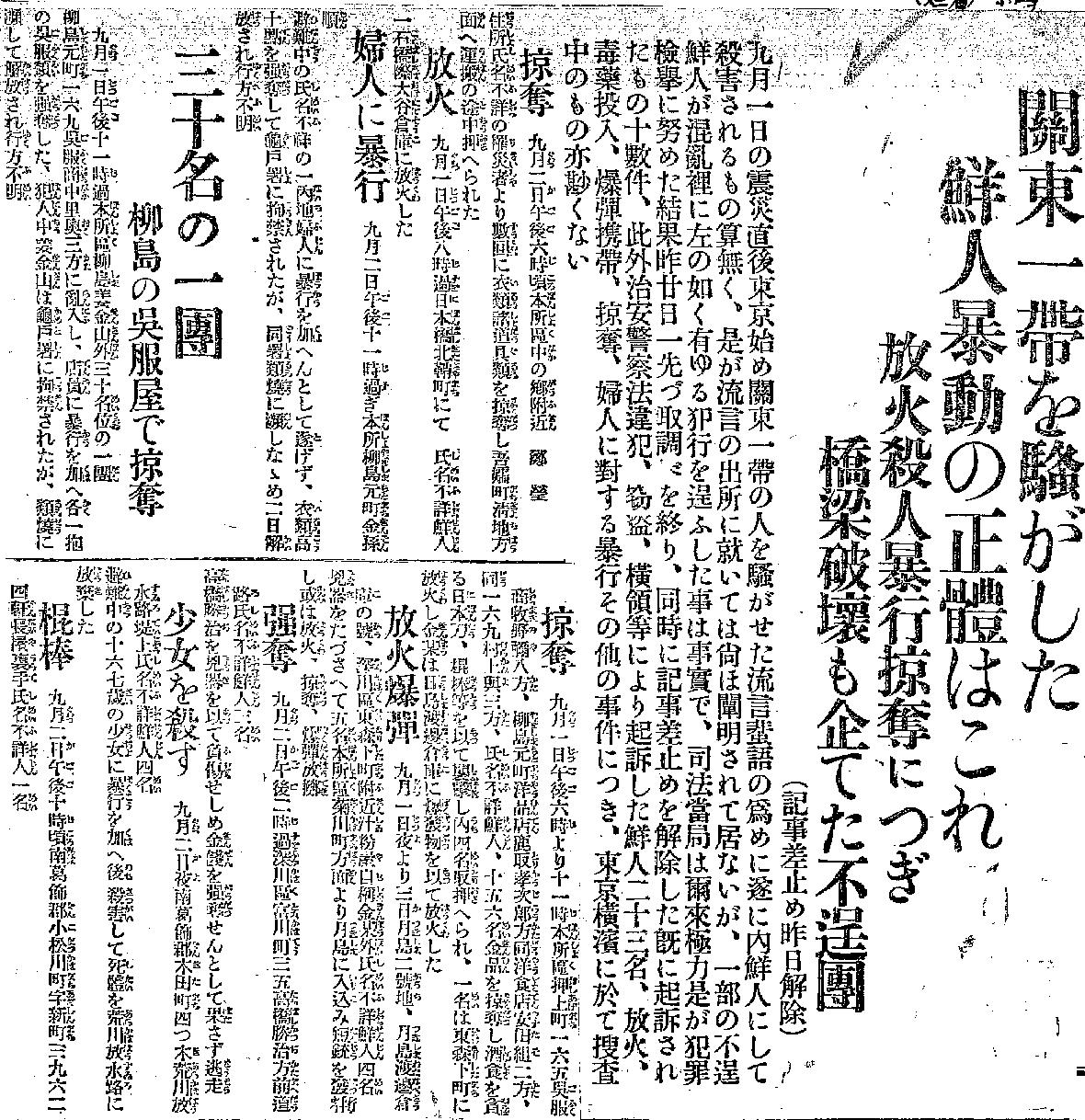
政府による差し止め解除を受けて朝鮮人の事件を報道する新聞の一面。政府が発表した『刑事事犯調査書』を参照している。

震災から1ヶ月ほどが経過した10月20日、官憲当局は朝鮮人の犯罪行為について調査した『震災後に於ける刑事事犯及之に関連する事項調査書』（以下、刑事事犯調査書）を公開し、一部の放火や殺人については事実であったとする「司法省発表」を行った。また、流言を流布して逮捕された中に朝鮮人もいたと発表。更に各地で朝鮮人の殺害が発生した遠因は「狂暴の鮮人に暴行脅迫放火強姦等の行為があった」ためでもあり、殺害された者のなかには犯罪など悪いことをしたために殺害された「不逞な朝鮮人」もいたなどの声明を繰り返し発表した。各種新聞もこの政府発表（司法省発表）をベースとした報道を行った。。また司法省発表と同日に一方で政府は自警団が朝鮮人を虐殺した事件の報道を一部解禁した。
この『刑事事犯調査書』は、複数の識者や専門家からその信頼性を批判・疑問視されている。石橋湛山、布施辰治、吉野作造、報知新聞、時事新報などはこの司法省発表を批判した。山田昭次編『朝鮮人虐殺関連新聞報道史料』によると、一部の朝鮮人による犯罪報道等の内容は不透明であり、「司法省のいう朝鮮人の『犯罪』は、日本国家の責任を免責するためにでっち上げられた創作物」とされている。ゾルゲ事件の捜査を担当した元検察官の吉河光貞は、『関東大震災の治安回顧』にて放火や殺人事件の犯人とされる朝鮮人が氏名不詳であったり行方が分からなくなっている点、起訴されたものの殆どが窃盗など軽微な犯罪である点、爆発物取締罰則違反で起訴された朝鮮人が裁判で無罪となっている点を指摘し、「果たして以上述べたが如き鮮人犯罪が実際に行なわれたものであろうか。」「放火、殺人などの重大犯罪すら、その大部分が犯罪の嫌疑なきものとして不起訴処分に付されるがごとき状態であったことは注目に値する。」と調査書の信頼性に疑問を呈している。歴史家の金富子は、臨時震災救護事務局警備部が作成した「鮮人問題に関する協定」に基づき、流言と虐殺の責任を自警団に転嫁しつつ朝鮮人の虐殺を正当化するために「朝鮮人暴動」の事実探しが行われたと指摘している。

## 政府見解

### 岸田内閣
岸田文雄内閣の内閣官房長官・松野博一は、震災発生100年を2日後に控えた2023年8月30日、首相官邸での記者会見において、共同通信の記者から、関東大震災の記録について「当時、被災地ではデマが広がり、多くの朝鮮人が、軍、警察、自警団によって虐殺されたと伝えられています。政府として朝鮮人虐殺をどう受け止め、何を反省点としているのか」などの質問を受けた。これに対して、松野は「政府として調査した限り、政府内において事実関係を把握することのできる記録が見当たらないところであります」と述べている。
翌31日の記者会見において、松野は、例えば2009年に中央防災会議に設置された「災害教訓の継承に関する専門調査会」が取りまとめた関東大震災に関する報告書の中に、朝鮮人虐殺に関する記載があるとの質問を受けた。

被災地では朝鮮人暴動の流言に基づいて民間の自警団による朝鮮人に対する暴行や殺傷事件が起きていた。混乱の中、真偽を確かめられないまま、官憲も流言を事実と誤認し、行動した。このことが官憲自身の手による朝鮮人殺傷事件を引き起こし、また、自警団の暴走を助長する結果となった。

これに対して、松野は、これは有識者が纏めたもので政府見解を示したものではないと回答した。（なお、この報告書の作成者の一人である東大の歴史学者鈴木淳教授によれば、報告書は、政府機関が当時公表した情報からどれだけのことが言えるかという、当時の政府発表の焼き直しであり、非常に限定的な範囲のものであり「最低限」のものだとしている。）

## 横網町公園における朝鮮人犠牲者追悼式典
横網町公園は、震災当時、陸軍の被服廠跡となっていて広大な空き地が広がっていた。大勢の人々が避難したが、火事が生じ、3万8千人が火災旋風により焼死した場所である。ここでも、朝鮮人虐殺が起こっている。

### 追悼碑と追悼式典

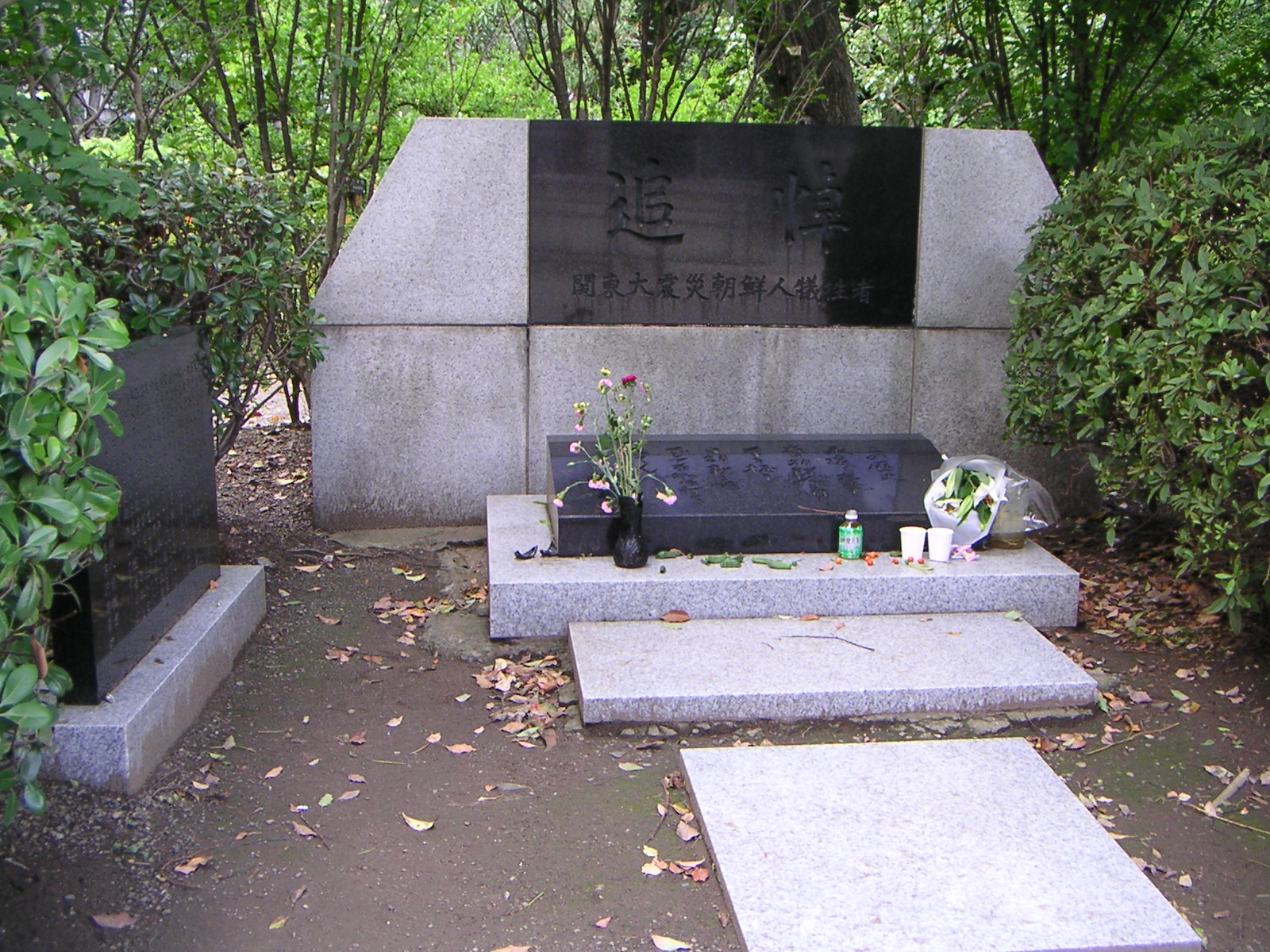
関東大震災朝鮮人犠牲者追悼碑（1973年9月29日建立）

1973年6月、日朝協会東京都連合会の呼びかけにより、「関東大震災50周年朝鮮人犠牲者追悼行事実行委員会」が結成された。代表委員には、日朝協会会長の渡邉佐平、相川理一郎、飯村実、大森良三、千田是也、藤森成吉、壬生照順、山田四郎、山本忠義の9名と東京都議会の全会派の代表が就任した。実行委員会は追悼碑建立と調査に担当が分かれ、青山良道が碑建設実行委員長となった。同年9月29日、「関東大震災朝鮮人犠牲者追悼碑」が墨田区の都立横網町公園に建立された。当時の美濃部亮吉知事はじめ、思想信条を超えた幅広い市民が浄財を寄せ、600人近くの個人、250近くの団体が協賛した。追悼碑は完成後、都に寄付された。
朝鮮人犠牲者追悼行事実行委員会の名による追悼碑文は東京都との交渉を経て作成され、都議会の全会派の賛同を得て追悼碑は建立された。
横網町公園内の東京都慰霊堂では毎年9月1日に震災犠牲者を供養する大法要が営まれてきた。翌年の1974年には同じ日、各市民団体などの共催により、追悼碑前で第1回「関東大震災朝鮮人犠牲者追悼式典」が開かれた。

### 地方自治体の対応

#### 東京都
第1回関東大震災朝鮮人犠牲者追悼式典に、当時の都知事である美濃部亮吉は、｢51年前のむごい行為は、いまなお私たちの良心を鋭く刺します｣と追悼のメッセージを寄せた。以来、歴代東京都知事が追悼式典に追悼文を送ることは恒例となった。
2016年7月に東京都知事に就任した小池百合子は、2017年8月、式典へ追悼文を送ることを止めた。なお、就任1年目の2016年には送付していた。追悼文送付取りやめは2017年8月24日に各紙が報じたことで明らかとなり、8月30日、墨田区長の山本亨が小池に追随して同じく送付を取りやめたことが報じられた。
2017年3月2日の東京都議会本会議で、自民党の古賀俊昭都議が、犠牲者数について異論があるとし、「今後は追悼の辞の発信を再考すべきだと考える」と求めた。古賀は「日本及び日本人に対する主権及び人権侵害が生じる可能性があり」として加害者側の権利を守るために事実を究明し、震災の3年前1920年の国勢調査で1府3県（東京府、埼玉県、千葉県、神奈川県）の全朝鮮人人口は3385人であるから追悼碑の犠牲者数「六千余名」が疑わしいと主張した。これに対し、小池知事は「追悼文は毎年、慣例的に送付してきた。今後は私自身がよく目を通し、適切に判断する」と応じていた。答弁によると追悼文送付は事務方レベルの業務である。古賀が論拠としていたのは2009年に刊行された工藤美代子著（共著者加藤康男）『関東大震災「朝鮮人虐殺」の真実』（産経新聞出版）である。この著書は2014年に工藤の夫であり前作の共著者である加藤康男の名義で『関東大震災「朝鮮人虐殺」はなかった!』（ワック）と改題されて新たに刊行された。これらの著書は、震災当時の流言記事を読者に信じ込ませようとしたり出典にない事柄を記述したりするなど、「トリック」本であるとして『TRICK トリック 「朝鮮人虐殺」をなかったことにしたい人たち』（ころから、2019年）の著者加藤直樹から批判されている。工藤美代子や古賀俊昭の関係する組織として日本会議が言及されている。
2022年12月の都議会では、立憲民主党の中村洋都議が、追悼文中止事案を念頭に置き虐殺事件に対する小池知事の認識について質問したのに対し、小池知事の回答は、例えば国連が「第二次大戦中に命を失った全ての人に追悼を捧げる日」（2004年）の翌年「ホロコースト犠牲者を想起する国際デー」（2005年）を設置した取り組みにみられるような現代の人道的価値観とは異なる。すなわち小池知事は「災害と様々な事情で亡くなられたすべての方々に哀悼の意を表している」と答弁した。翌2023年も追悼文の送付は見送られた。しかし2023年春季と秋季に開催された慰霊堂の大法要に変化が起きた。例年の大法要は震災と戦災の犠牲者にのみ言及していた小池知事が2023年春季・秋季の大法要では「極度の混乱の中で犠牲となられた」人々にも言及した。「極度の混乱」の文言は2016年の知事初年度追悼文に用いて以来の言及となった。小池は2024年以降に追悼文の再開を予定していない。
『コリアワールドタイムズ』によれば、小池知事が「9月と3月に都慰霊堂で開かれる大法要で、関東大震災、先の大戦で犠牲となられたすべての方に哀悼の意を表している」ことを追悼文不送付の理由に挙げたことに対し、「自然災害による震災の被害者と、人の手によって殺害された犠牲者は性格が異なる」との批判がある。

### 反対運動
2017年から毎年、保守系市民団体「日本女性の会 そよ風」は、横網町公園の碑文に刻まれている犠牲者数「六千余名」には根拠がないとして、慰霊碑の撤去を要求している。「そよ風」は2016年（6月19日）のブログに、古賀都議と面会して追悼碑文の「六千余名」の問題について報告した旨を掲載している。「そよ風」が主張する犠牲者数は「233人（司法省の記録にある、加害者が特定され起訴された事件に限った数）」である。
「そよ風」は追悼式典と同日同時間帯に会場の近くの公園で独自に集会を開催している。2019年9月1日の集会では、「朝鮮人が、震災に乗じて、略奪・暴行・強姦などを頻発させ、軍隊の武器庫を襲撃したりして、日本人が虐殺されたのが真相」であり、「殺害の犯人は不逞鮮人や朝鮮人コリアン」と主張している。この「不逞」などの発言が東京都の人権尊重条例に基づくヘイトスピーチと認定されている。2023年9月1日には慰霊碑前での集会を予定したが、開催時刻直前になって、抗議者の集団と「そよ風」メンバーとの間で罵倒の応酬が発生し、衝突を避けるため警察から制止されて慰霊碑前での集会を断念した。

## 当時の写真・誤用写真と絵
- 関東大震災にまつわるフェイク画像が多数出回っている[219][220]。元共同通信社勤務の写真編集者の沼田清は、震災直後に、写真をねつ造したり改ざんした「絵葉書」や「写真」を販売する業者がいたせいで、多数のフェイク画像が出回っていると指摘している[220]。また、震災後の混乱によってチェック機能がきちんと働かなかったため、報道写真のなかにも、捏造写真が存在すると指摘している[220]。写真の誤りは画像と説明の両方で起きていたり、キャプションの誤りも生じており、1923年当時の写真説明で5W1H(いつ,どこで, だれが,なにを,どうした,どのように)を備えていない写真は、説明次第で誤った写真として掲載された事例が多数あるとしている[220]。宮武外骨の『震災画報』、中央気象台の『関東震災調査報告』、渡邊金三提供写真、吉村昭の『関東大震災』、石井敏夫の『絵はがきが語る関東大震災』、Dr. Gennifer Weisenfeld の『Imaging Disaster』 [University of California Press(2012)](邦訳は『関東 大震災の想像力』[青土社(2016)])（現在著者は誤用写真の掲載の事実を承知済）、江戸東京博物館の展示（現在は誤用写真は撤去済）などに、捏造写真が真実の写真として掲載・展示されていた[220]。
- 松尾尊兌は、姜徳相と琴秉洞編集による『現代史資料6関東大震災と朝鮮人』の巻頭に掲載されている虐殺関係写真には、被服店の大焼死体郡の誤用写真など、明らかに朝鮮人殺害と無関係な写真が複数掲載されていると主張しており、また、掲載資料についても本当は3日付けであるにもかかわらず姜らが2日付であると信じているなどをはじめ、写真や資料の混入、調査資料の不足・偏りが多数であるなどと批判している[221]。
- アジア民衆歴史センターの久保井規夫は、関東大震災で朝鮮人を殺害した場面の写真は1枚だけが本物であり、それ以外はすべて偽物であるとしている（ただし、本物と主張している写真の詳細情報は不明）[222]。
- 写真家岡田紅陽が数十体の女性遺体を撮影した一枚の写真は、殺害の惨状として時々使用されている。岡田は東京府の依頼で震災の被害状況を記録していた。この写真は時々誤解され、明治44年（1911年）に発生した吉原大火の被災者との誤解や[223][注 38]、広島の原爆被爆者との誤解がなされている[注 39]。遺体写真には「新吉原公園之惨状」とキャプションが付けられたヴァージョンと、キャプションがないヴァージョンが存在する[223]。岡田の私家版アルバムには「吉原公園魔ノ池附近」と記されているのみで、遺体の身元は不明である。関東大震災当時の新吉原公園は、大火災から逃れて吉原遊廓の遊女たちが新吉原公園の花園池（弁天池）に飛び込んで焼死や溺死をし、その人数は30人とも600人ともいわれている[227]。「吉原公園魔ノ池附近」の写真などを収録した『大正大震災大火災惨状写真集』は震災89日後に発売の後、戦前日本の検閲制度に基づきただちに発禁となった。
- 震災直後、柳瀬正夢、堅山南風、萱原白洞をはじめ、小学生に至るまで、虐殺を題材とした絵が描かれた[228]。
- 1924年、改造社から出された『大正大震火災誌』に、吉野作造の「労働運動者及社会主義者圧迫事件」が掲載されている[229]。この項の最後には、編者の「お断り」として、「法学博士吉野作造氏執筆「朝鮮人虐殺事件」及び内田魯庵氏氏〔ママ〕執筆「自警団と殺傷事件」の二篇は、何れも豊富なる資料と精細なる検討に依つて出来た鏤骨苦心の好文字であつたが、其筋の内閲を経たる結果遺憾ながら全部割愛せざるの已むなきに至つた」と記されている[229]。

## 題材とした作品等

### 映画
- 『大虐殺』 - 1960年の日本映画。ギロチン社を題材とした作品だが、序盤で関東大震災の朝鮮人虐殺が描かれている。
- 『道〜白磁の人〜』 - 2012年の日本映画。植民地朝鮮にいる主人公の浅川巧が日本にいた妻の弟から関東大震災とその直後の朝鮮人虐殺事件について聞くシーンがある。
- 『金子文子と朴烈（パクヨル）』 - 2017年の韓国映画。主人公の朴烈と金子文子が遭遇した関東大震災とその直後の朝鮮人虐殺事件が描かれている。
- 『菊とギロチン』 - 2018年の日本映画。関東大震災後の大正時代末期が舞台。朝鮮人虐殺を生き延びた朝鮮出身の遊女が登場する。
- 『ある男』 - 2022年の日本映画。平野啓一郎の同名小説の映画化作品。
- 『福田村事件』 - 2023年の日本映画。福田村事件の被害者は日本人であるが、この映画では事件に至るまでの朝鮮人・社会主義者に対する流言が言及されており、別件の朝鮮人犠牲者も描写されている。

### 記録文学
- 江馬修『羊の怒る時　─関東大震災の三日間』筑摩書房〈ちくま文庫（え-21-1）〉、2023年8月7日。ISBN 978-4-480-43904-8。
- 吉村昭『関東大震災』文藝春秋〈文春文庫〉、2004年8月10日。ISBN 978-4-16-716941-1。（電子版あり）

### ノンフィクション
- ノエル・F・ブッシュ『正午二分前〈外人記者の見た関東大震災〉』早川書房〈ハヤカワ・ノンフィクション〉、1967年8月31日。NDLJP:2990329。(要登録)

### 講演・対談
- ノンフィクション作家の保阪正康は、保阪の父は片耳が聞こえず、父が中学生の頃に関東大震災があり、水を欲しがる倒れた男性に水をあげたところ、「中国人を助けるな」といきなり後ろから棒で殴られ片耳が聞こえなくなったこと、その中国人とされる男性は棒で叩き殺されたことを、病院で亡くなる前に保阪に話したことを対談や講演で語っている[230]。

### フィクション
- 北杜夫『楡家の人びと』新潮社、1964年4月。
  - 三島由紀夫が「戦後に書かれたもっとも重要な小説の一つ」と評した長編小説。
- 平野啓一郎『ある男』文藝春秋、2018年9月。
  - 「三島由紀夫の再来」と評され登壇した芥川賞作家・平野啓一郎の壮年期の長編小説[注 40]。

### 詩
- 萩原朔太郎『近日所感』、1924年2月、『現代』第5巻第2号収録。
- 壺井繁治『十五円五十銭』、1928年9月、『戦旗』第1巻第5号収録。